# Изба

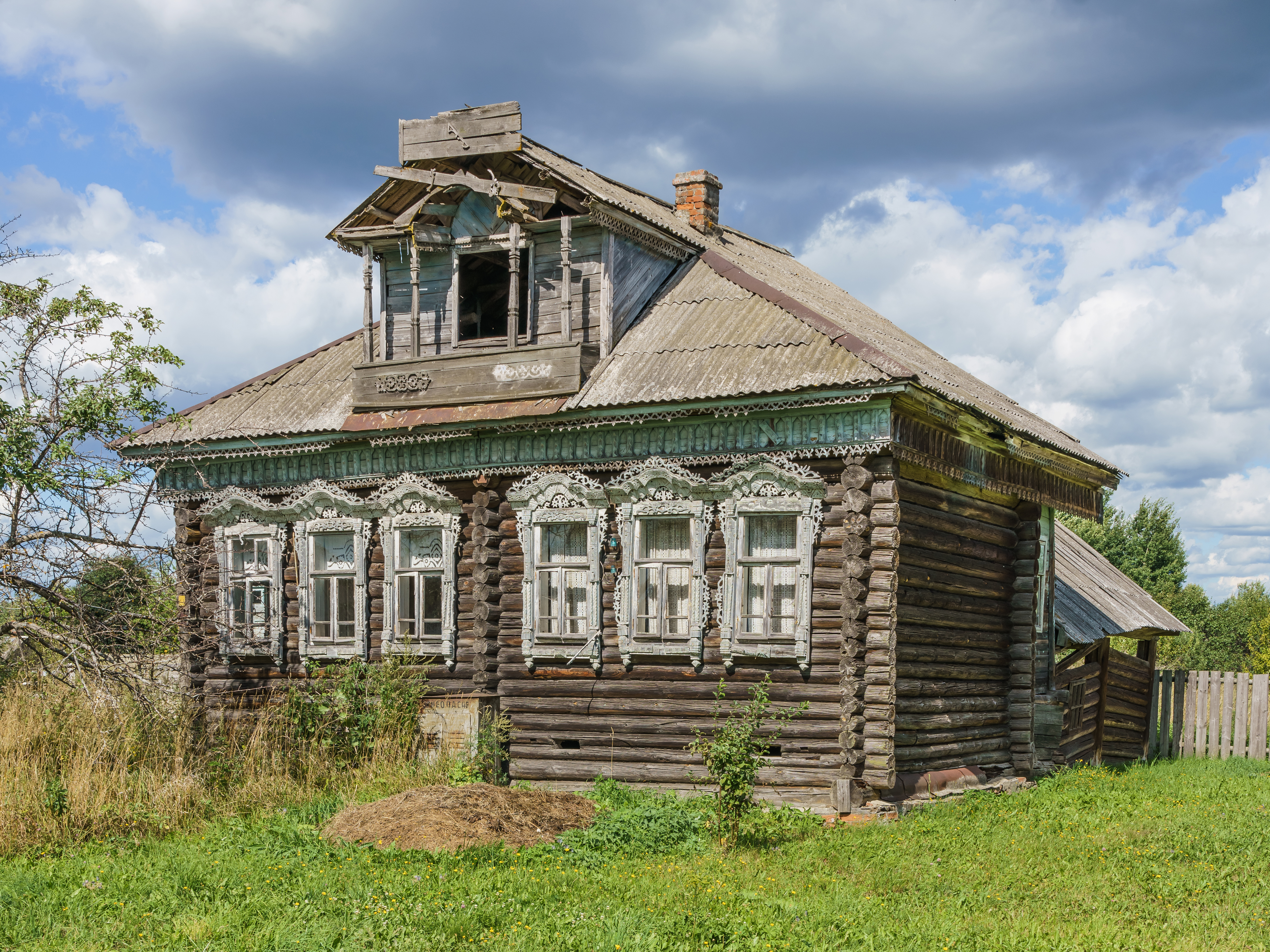
Русская изба в селе Мелёшино Палехского района Ивановской области.

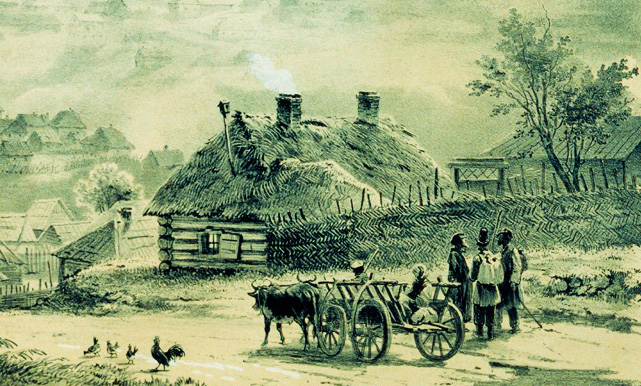
Южно-русский тип избы. Воронеж, XIX в.

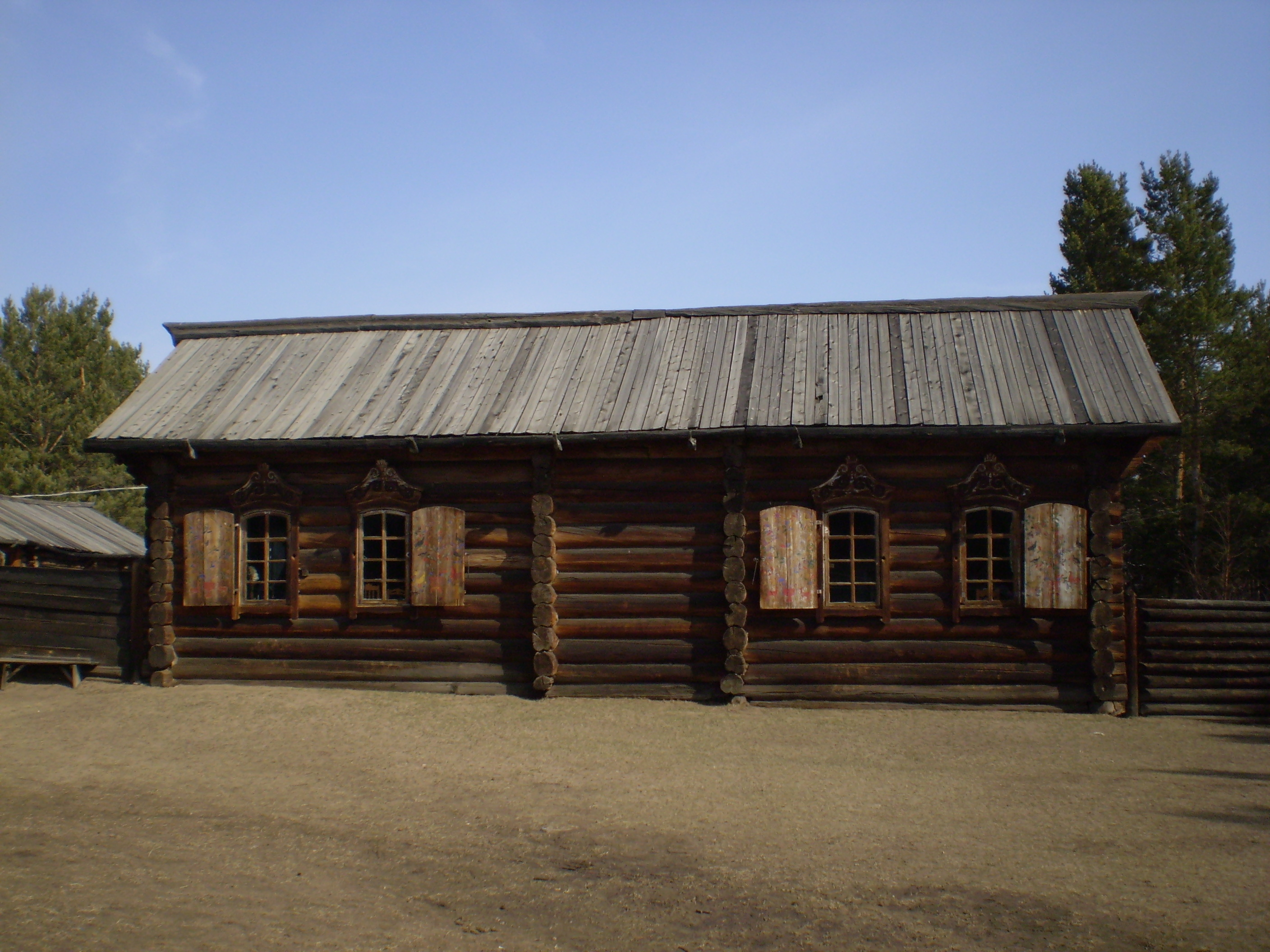
6-стенная изба-связь. Этнографический музей народов Забайкалья.

Изба́ — деревянный срубный (бревенчатый) жилой дом в сельской лесистой местности на территории расселения восточных славян.
Маленькая изба — избу́шка, избёнка. Первоначально в традиционной терминологии избой называлась постройка или камера большого дома-комплекса в пределах четырёх стен, отапливаемая варочной печью. В этом последнем изба отличалась от горницы, в которой находилась отопительная печь и от бани. Изб в доме могло быть несколько (до восьми в известных больших домах-комплексах Заонежья). Классическая изба имеет разборную конструкцию и может перевозиться на значительные расстояния в виде брёвен или сплавляться по рекам в виде плотов, хотя в настоящее время это практикуется редко. На рубеже XIX—XX веков в связи с распространением в крестьянском домостроительстве новых типов планировок и отказом от традиционного зонирования жилой части дома, термин стал употребляться всё реже и его первоначальное значение постепенно забывалось. В настоящее время термин изба применяется к деревянному дому в целом, что глубоко неверно, так как дом, как правило, включает в себя кроме избы ещё и сени, а также, возможно, горницу, крытый двор и прочее.

## Типология
Русское традиционное жилище, называемое в обыденной речи избой, — одно- или двухэтажный сруб, иногда с дощатой обшивкой, крытый двух- или четырёхскатной крышей. Такие дома у русских крестьян господствуют в северной и средней полосах Восточно-Европейской равнины, распространены на севере южнорусских регионов (Брянская, Орловская области, северные части Курской, Воронежской и Тамбовской областей). С русской колонизацией они проникли на Урал, в Сибирь, на Дальний Восток, в Русскую Америку. Срубное домостроение стало характерно для многих других народов, населяющих Россию.
Типологическими признаками русской крестьянской усадьбы традиционно служат: конструктивно-планировочное решение жилой зоны, взаиморасположение жилой и хозяйственной функциональных зон, планировка жилого помещения, а также количество помещений, вертикальная структура жилища и тип отопления (дымоудаления).
По конструктивно-планировочному решению жилой зоны (отапливаемая изба (в средневековье также истьба, изъба — главная жилая часть крестьянского дома; не смешивать с понятием избы как дома в целом) и неотапливаемые жилые помещения) выделяют следующие типы:

Облик наиболее распространённых типов изб по конструктивно-планировочному решению жилой зоны, сложившийся к XIX веку
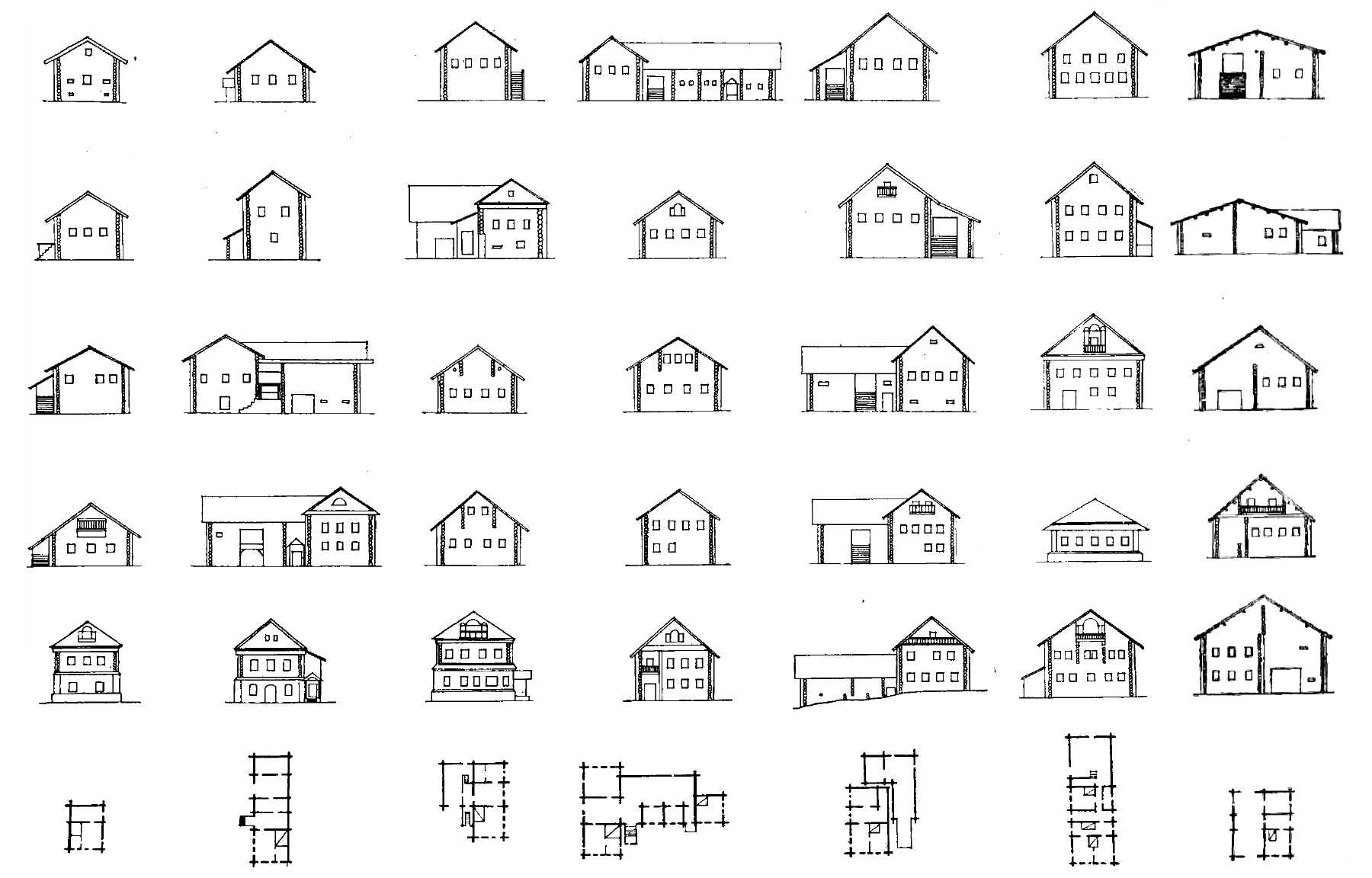
Четырёхстенки
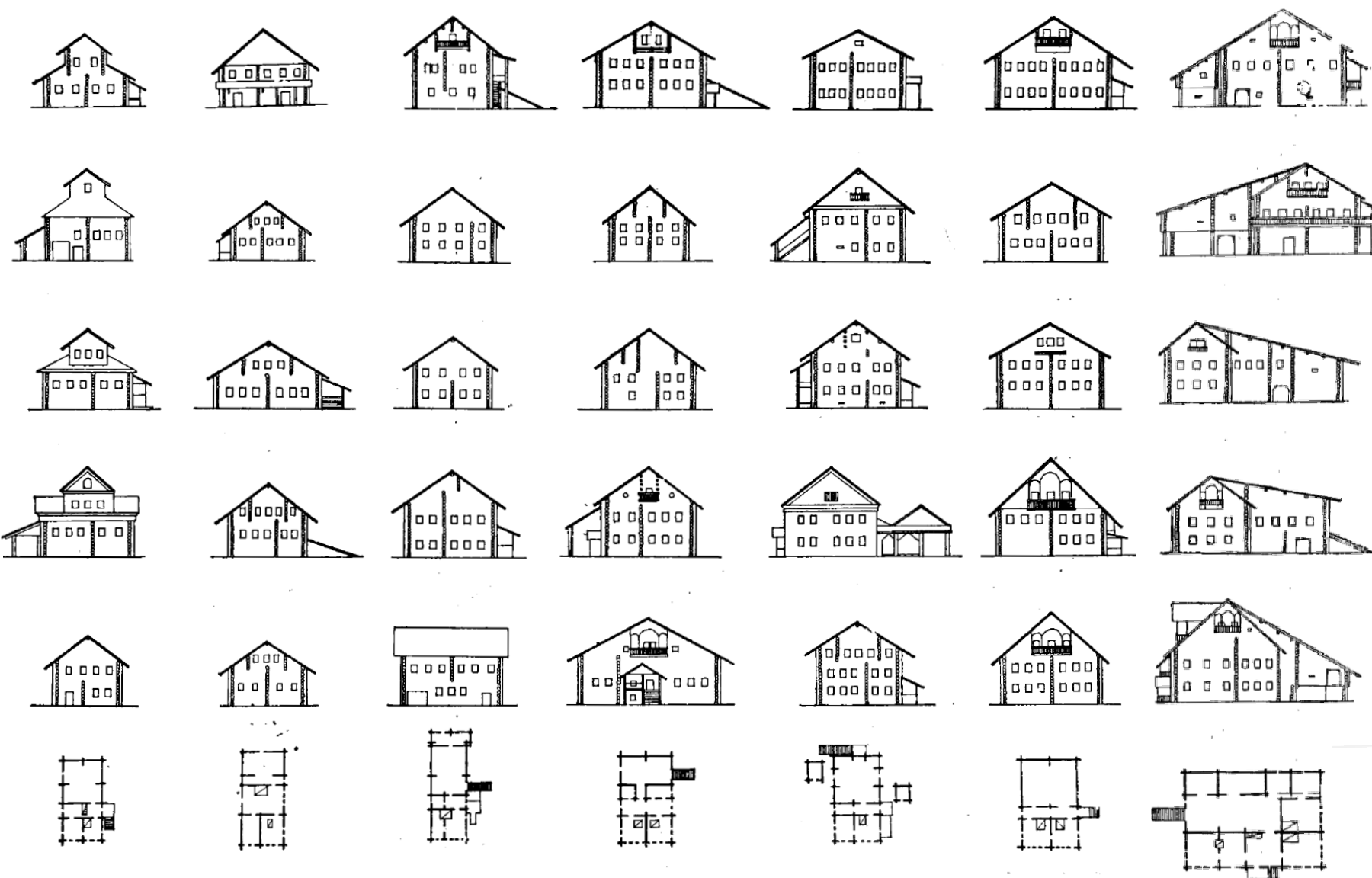
Пятистенки
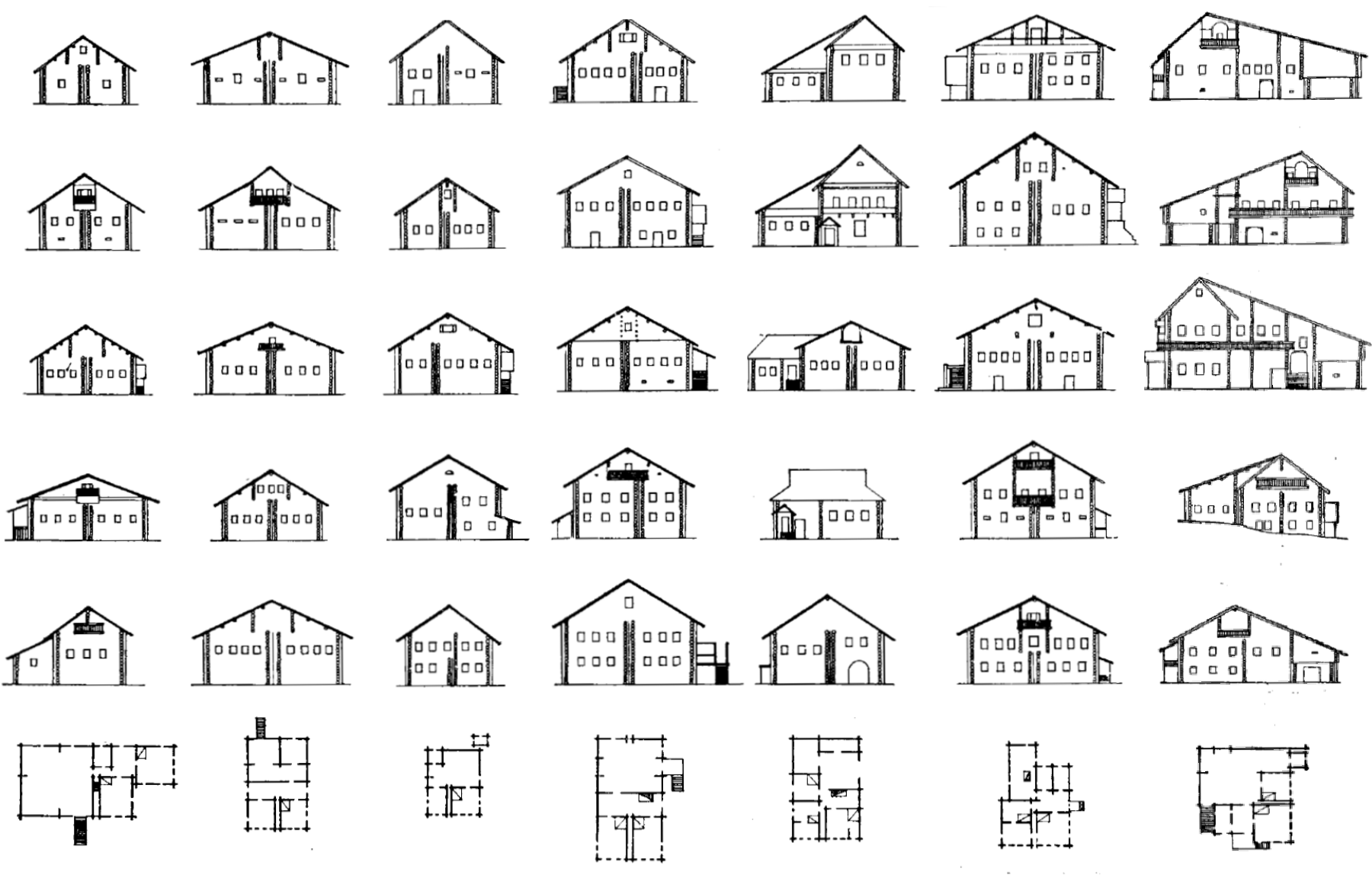
Шестистенки (изба-двойня без заулка)
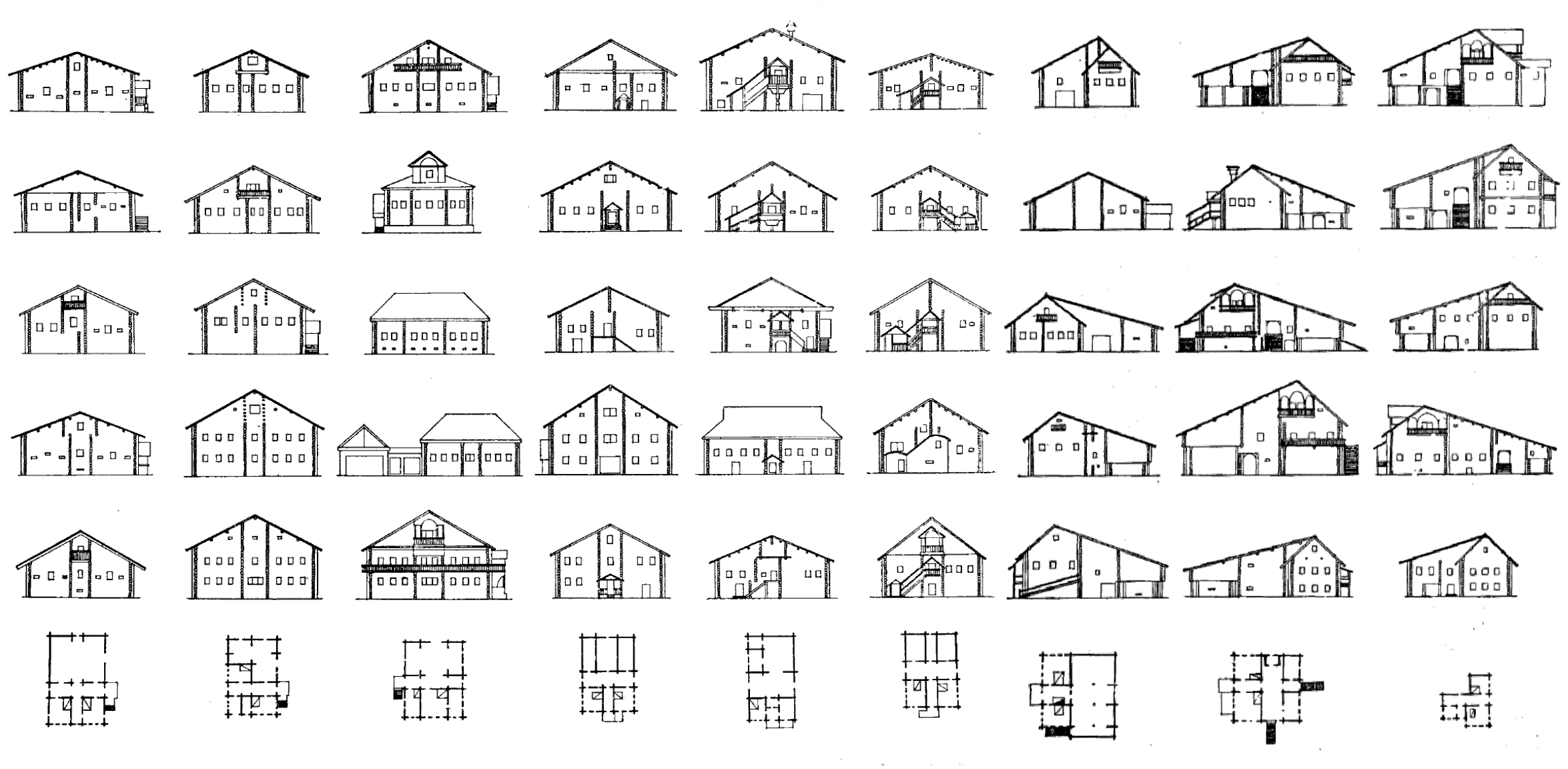
Шестистенки (изба-двойня с заулком)

- В четырёхстенке изба состоит из одного отапливаемого жилого помещения, ограниченного четырьмя стенами. При этом состав прочих помещений дома мог быть различным. Простейший вид четырёхстенка — однокамерный дом, то есть дом с единственным помещением (самой избой). Двухкамерный дом представлял собой избу, к которой со стороны входа пристроено помещение холодных сеней. Они имели меньшую площадь, чем изба, и использовались в хозяйственных целях, а летом также для пребывания в них людей, и помогали сохранению тепла избы. В состав трёхкамерного дома (изба с клетью или изба-связь) входили изба, сени, третье помещение (обычно хозяйственная клеть или помещение для проживания летом). Помещения могли находиться с двух сторон от сеней или реже с одной. Более развитые четырёхстенки имеют несколько хозяйственных помещений[8][9][10].
- В Пятистенке изба разделена капитальной стеной на два жилых помещения одновременно с постройкой сруба. Пятая стена при этом может располагаться как по середине сруба, так и с отступом[11][12].
- Шестистенок представляет собой комбинацию двух жилых срубов. Известны следующие вариации этого типа[2]: изба с прирубом, то есть изба, к которой пристроен меньший по площади сруб (может рассматриваться как отдельный тип); изба-двойня без заулка, то есть два сруба, поставленные вплотную друг к другу; изба-двойня с заулком, в которой между двумя срубами устраивается небольшое полужилое помещение или сени с главным входом со стороны главного фасада. Существуют примеры изб-двоен, в которых срубы имеют раздельные крыши[11].

- Поздними и достаточно редкими формами жилища являются крестовая связь, то есть два пятистенка, разделённые общими сенями, и крестовик — изба, разделённая на четыре помещения пересекающимися стенами[11].

Хозяйственная функциональная зона усадьбы представляет собой двор, который имеет крытую и открытую части. Как правило, чем севернее регион, тем открытая часть двора меньше. Е. Э. Бломквист классифицировала русские крестьянские усадьбы в зависимости от взаиморасположения жилой и хозяйственной функциональных зон, составив таблицу. Она отражает ситуацию, сложившуюся к середине XIX века.
| Основные группы | Застройка                                           | Застройка                                                                                    | Преобладающая постановка жилища по отношению к улице                                                                   | Соотношение жилища и двора                                                                            | Территория распространения |
| Основные группы | Тип                                                 | Подтип                                                                                       | Преобладающая постановка жилища по отношению к улице                                                                   | Соотношение жилища и двора                                                                            | Территория распространения |
| --- | --------------------------------------------------- | -------------------------------------------------------------------------------------------- | --- | --- | --- |
| Крытый двор, вплотную примыкающий к жилью                                                                           | І. Крытый двухъярусный двор (северорусский тип)     | Связь: 1. Однорядная («брус») 2. Двухрядная 3. Слитная («кошель») 4. «Глаголь» 5. Т-образная | При рядовом уличном плане — обычно перпендикулярно улице                                                               | Жилище с двором составляет одно целое                                                                 | Карелия, Архангельская, Вологодская области, северо-восток Ленинградской, Новгородской и Тверской областей, север Ярославской, Костромской, Кировской областей, север Пермского края |
| Крытый двор, вплотную примыкающий к жилью                                                                           | II. Крытый одноярусный двор (среднерусский тип)     | Связь: 1. Однорядная («брус») 2. Двухрядная 3. Слитная («кошель») 4. «Глаголь» 5. Т-образная | Двухкамерное (изба + сени) всегда перпендикулярно к улице, трёхкамерное — большей частью параллельно улице (вдоль неё) | Крытый двор примыкает к жилищу                                                                        | Север и северо-восток Псковской области, Ленинградская, Новгородская, Тверская, Ярославская и Костромская области, север Ивановской, Нижегородской, Московской и Рязанской областей  |
| Крытый двор, вплотную примыкающий к жилью                                                                           | II. Крытый одноярусный двор (среднерусский тип)     | 6. Трёхрядная связь                                                                          | Перпендикулярно к улице                                                                                                | Крытый двор примыкает к жилищу                                                                        | Псковская, Тверская, Кировская области, Западная Сибирь |
| Крытый двор, вплотную примыкающий к жилью                                                                           | II. Крытый одноярусный двор (среднерусский тип)     | 7. Двор на отставе                                                                           | Неопределено | Неопределено                                                                                          | Спорадически в Псковской, Костромской, Нижегородской, Кировской областях |
| Открытый сверху двор, окружённый надворными строениями (замкнутый в плане). Жилище составляет часть окружения двора | ІІІ. Покоеобразная застройка (среднерусский тип)    | 1. Московский                                                                                | Неопределено | Открытая часть двора очень невелика, изба и надворные постройки почти сходятся крышами в центре двора | Московская, Владимирская и Нижегородская области, юго-запад Тверской области, север Калужской и Рязанской областей, восток Смоленской области                                        |
| Открытый сверху двор, окружённый надворными строениями (замкнутый в плане). Жилище составляет часть окружения двора | ІІІ. Покоеобразная застройка (среднерусский тип)    | 2. Псковский                                                                                 | Перпендикулярно к улице                                                                                                | Открытая часть двора невелика, постройки расположены в три ряда                                       | Юг и юго-запад Псковской области |
| Открытый сверху двор, окружённый надворными строениями (замкнутый в плане). Жилище составляет часть окружения двора | ІІІ. Покоеобразная застройка (среднерусский тип)    | 3. Волжско-камский (вятский)                                                                 | Перпендикулярно к улице                                                                                                | Открытая часть двора значительно больше и возрастает по направлению к югу                             | Кировская, Тверская, Свердловская, Ульяновская, Самарская области, приволжские районы Саратовской, Волгоградской областей, Удмуртия, Марий Эл, Чувашия, Татарстан, Башкортостан      |
| Открытый сверху двор, окружённый надворными строениями (замкнутый в плане). Жилище составляет часть окружения двора | IV. Четырёхугольный открытый двор (южнорусский тип) | 1. Круглый южнорусский двор                                                                  | Всегда вдоль улицы | Открытая часть двора представляет собой большое пространство                                          | Смоленская, Калужская, Тульская, Брянская, Орловская, Курская, Тамбовская, Воронежская, Пензенская области, юг Рязанской области                                                     |

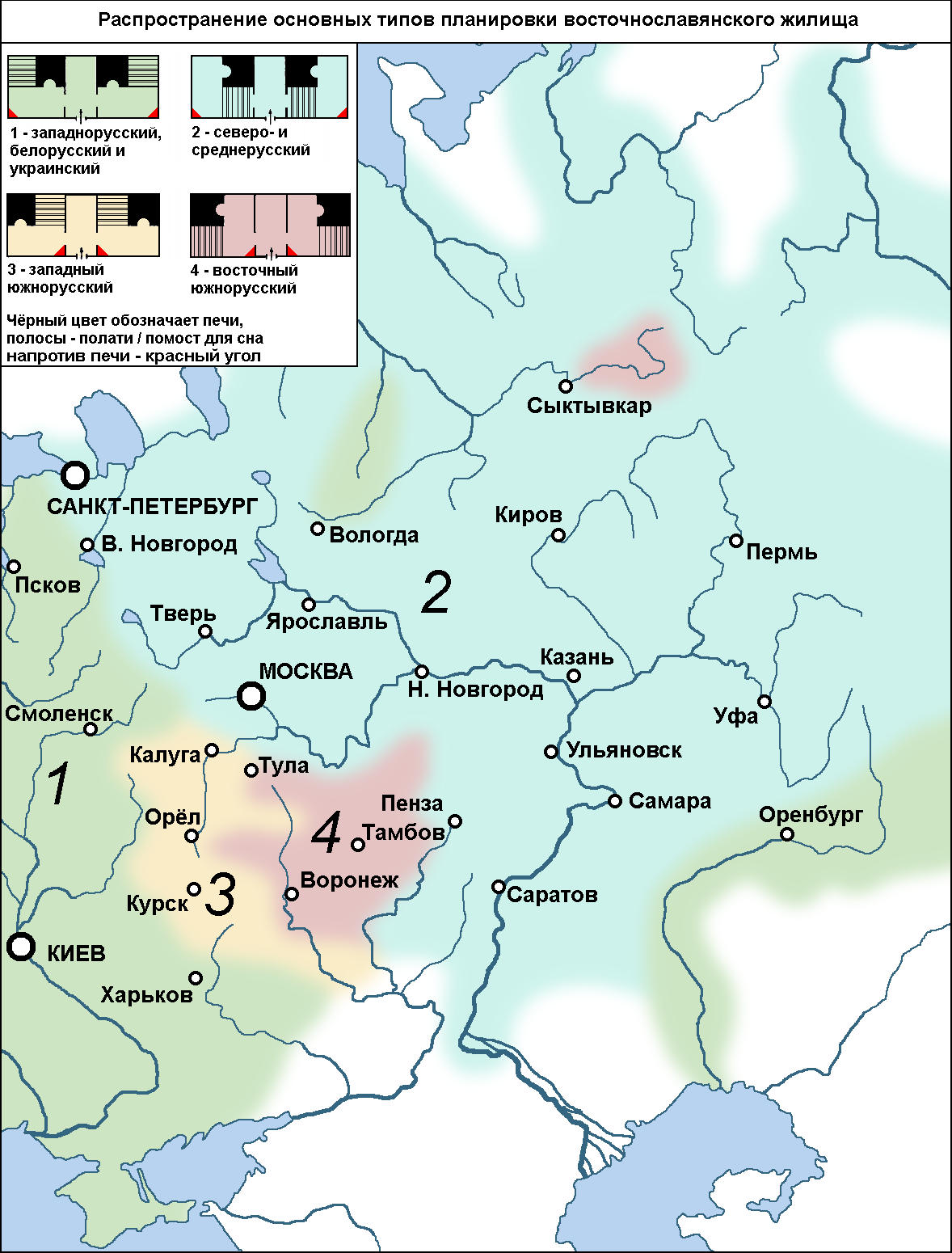
Типы внутренней планировки и их распространение

Выделено две группы: северный примыкающий к жилью крытый двор и южный открытый двор, окружённый надворными постройками. Обе группы включают по два типа. На Севере большинство хозяйственных помещений (хлевы, сеновалы, конюшни, сараи, иногда колодцы) находились в составе крытого двухъярусного двора (северорусский тип) и объединялись с жильём в одно здание, перекрытое общей кровлей, — так называемый дом-комплекс, часто достигавший гигантских размеров, например, дом Сергина из Мунозера составляет 24 × 20 м в плане, имеет два этажа и светёлку. На второй ярус двора обычно ведёт взвоз — пандус для заезда гужевого транспорта. В этом типе можно выделить подтипы:
- Однорядная связь (брус) — двор пристроен сзади жилой части, находится с ней на одной оси (изба — сени — двор); коньки крыш составляют продолжение один другого; дом прямоугольный в плане. Это наиболее распространённый подтип северорусского типа.
- Двухрядная связь — жилая часть и двор стоят рядом; коньки их двускатных крыш параллельны.
- Слитная связь (кошель) — двор стоит рядом с жилой частью и покрыт вместе с ней единой двухскатной крышей (часто несимметричной); дом прямоугольный или близок к прямоугольнику (квадрату) в плане.
- Глаголь — двор охватывает жилую часть сбоку и сзади; может со стороны главного фасада напоминать кошель, но в плане такой дом Г-образный.
- Т-образная связь — крытый двор примыкает к длинной стороне постройки, образуя с ней в плане Т-образную фигуру.

Крытый одноярусный двор (среднерусский тип) от предыдущего типа отличается тем, что двор имеет один ярус. В нём можно выделить упомянутые выше подтипы, а также ещё два:
- Трёхрядная связь — параллельно расположены конёк жилой части и два конька хозяйственных построек.
- Двор на отставе — двор ставился в виде отдельного строения, крытого обычно четырёхскатной крышей, на небольшом (около 2 м) расстоянии от избы. Двор связан с сенями избы нешироким крытым переходом.

Покоеобразная застройка (среднерусский тип) — изба, поставленная перпендикулярно к улице, и открытый посередине двор. Её подтипы
- Московский — величина открытого пространства двора очень небольшая; застройка двора П-образная; двор примыкает к избе.
- Псковский — надворные постройки расположены по обе стороны дома, со стороны крыльца с отступом в 6—7 м, с другой стороны вплотную к избе. Порой ряды дворовых построек могли продолжаться в глубь участка и объединяться сзади дома, образовывая букву П в плане.
- Волжско-камский (вятский) — изба имеет высокий подклет, П-образный двор примыкает к ней сбоку и сзади, немного напоминая московский подтип.

Для четырёхугольного открытого двора (южнорусский тип), который также называется круглым, характерна постановка избы или хаты параллельно улице, она связана с замкнутым в плане двором с соломенной крышей, в центре двора — обширное открытое пространство. Эти дома уже сближаются с хатами.
С. П. Толстов в своей классификации в качестве первичных комплексов культуры жилища выделил два типа: северный, характеризующийся крытым двором и однорядной связью, охватывает область древненовгородского и частично владимиро-суздальского освоения; и южнорусский комплекс, с замкнутым двором. Как результат их взаимодействия С. П. Толстов рассматривает поволжский комплекс с характерной для него двухрядной связью.
В планировке жилого помещения выделяют четыре типа: северо- и среднерусский (печь у входа, устье печи направлено в другую от входа сторону), восточный южнорусский (печь напротив входа, устье ко входу), западный южнорусский (печь напротив входа, устье от входа), западнорусский (печь у входа, устье ко входу). Во всех случаях по диагонали от печи находится так называемый красный (передний) угол.
С точки зрения вертикальной структуры можно выделить: дом, имеющий один наземный этаж; дом с подклетом, то есть частично заглублённым этажом, чаще служащим для хозяйственных целей, реже жилым, и верхним этажом; дома с двумя и более этажами.
По способу отопления (дымоудаления) избы делятся на чёрные (курные) и белые. В чёрных избах дым, скапливаясь под потолком, согревал комнату и выходил через открытую дверь, окно или дымник — деревянную декорированную трубу на крыше. На смену чёрным пришли белые избы, печи которых имели дымоходы.

## Развитие

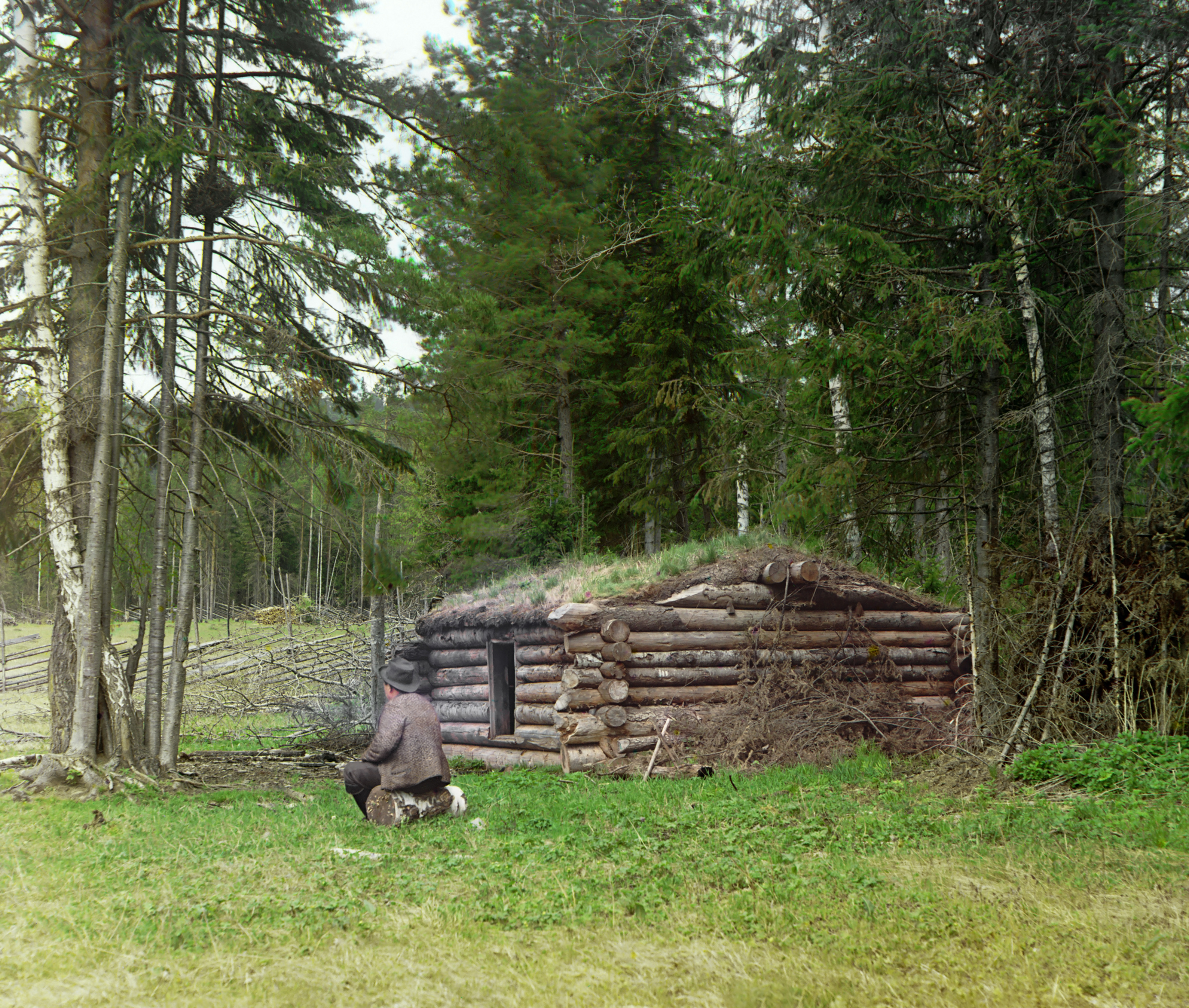
Лесная избушка дровосеков. Подобные постройки сохранили в себе многие черты архаичных жилищ

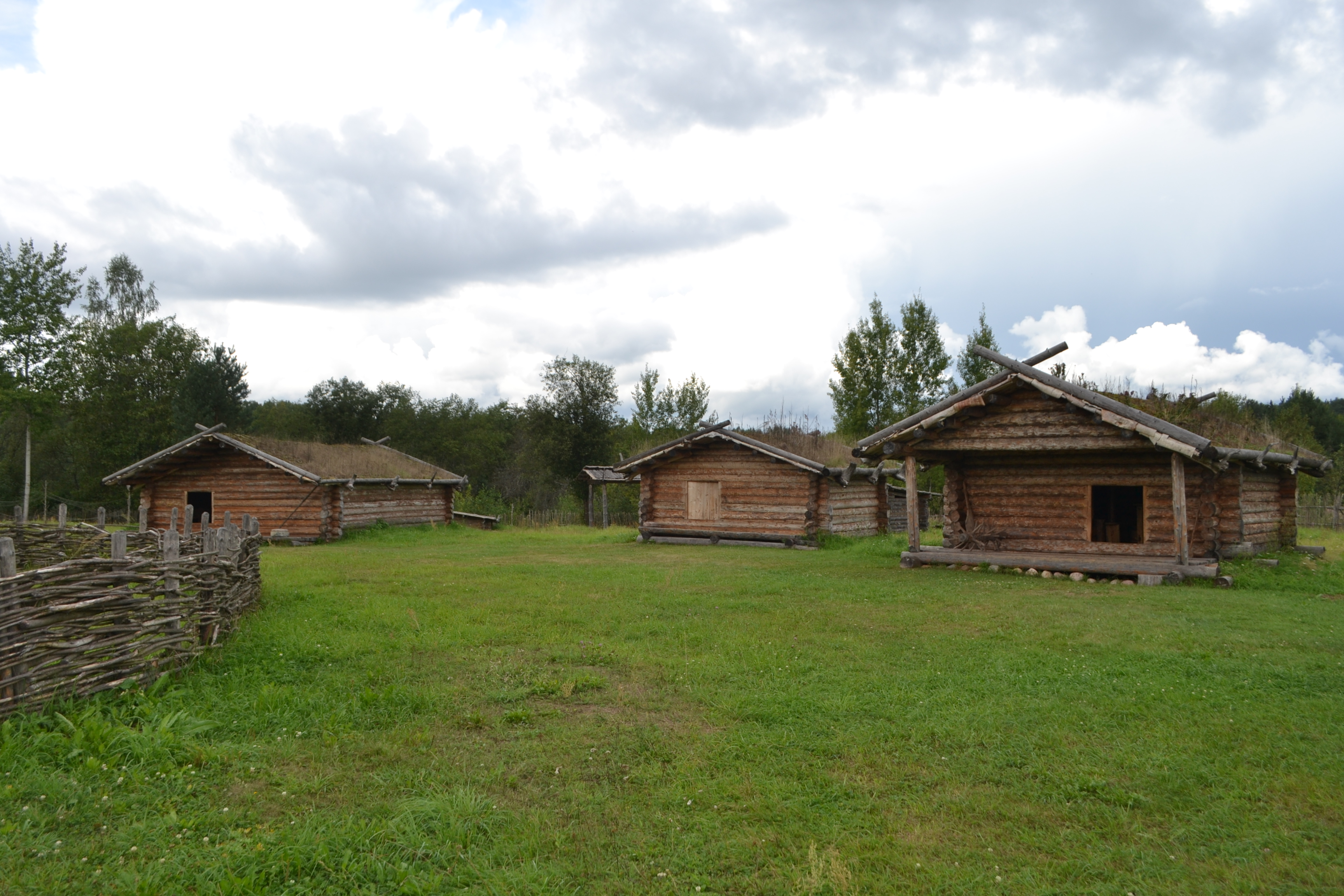
Славянское поселение X в. в Любытине (Новгородская обл). Реконструкция. Дома однокамерные, но некоторые имеют галерейки при входе, которые могли послужить прообразом сеней.

Жилища славян V—X веков, распространённые в южной части лесной зоны и в лесостепи на территории современных Белоруссии, Украины, юго-западных областей России (пражская, корчакская, пеньковская, ипотешти-кындештская, позднее волынцевская и роменско-борщёвская культуры), имели котлованы глубиной 0,3—1,2 м, близкие в плане к квадрату, ориентированному по сторонам света. Площадь котлованов колебалась от 6 до 20 м². В углу помещения — печь или очаг. Срубные стены возводились из брёвен, реже из плах, применялись рубки в обло и в лапу. Каркасные стены состояли из столбов (располагавшихся в углах постройки и иногда посередине стены) и заполнения из горизонтально уложенных плах (также мог использоваться плетень). Иногда стены подмазывались глиной и/или покрывались побелкой. С середины XX века до последнего времени жилища с углублённым полом чаще реконструировали как однокамерные невысокие «полуземлянки», положение стен которых совпадало с откосом котлована. Но в настоящее время употребление термина «полуземлянка» по отношению к любым постройкам с заглублённым полом признано некорректным, а в реконструкции жилищ такого типа распространился новый подход. Выдвинуто предположение, что стены многих жилищ были срубными и стояли с отступом от котлована, а найденные каркасно-столбовые конструкции могли быть остатками обшивки своеобразных лежанок или лавок вдоль стен. Так площадь жилища была бы несколько больше площади котлована. Кроме того, некоторые исследователи говорят о двухэтажных домах, существовавших уже в IX веке. По строению к жилищам были близки хозяйственные здания.
Во второй половине I тысячелетия н. э. славяне постепенно продвинулись вглубь лесной зоны и заселили псковско-новгородский регион. На памятниках культур псковских длинных курганов и новгородских сопок раскопаны наземные однокамерные дома площадью 12—20 м². Они имели глиняные и дощатые полы и печи в углах. Стены чаще срубные, но встречаются каркасные конструкции, сочетающиеся вместе со срубными в одной постройке. В некоторых жилищах обнаружены котлованы по площади меньшие, чем площадь самого помещения. Описанные жилища большинство археологов определило как типично славянские. Открытым остаётся вопрос о происхождении этих жилищ. В. В. Седов усматривал в них признаки влияния западных славян. Э. М. Загорульский с этой версией не соглашается и даже подвергает сомнению славянскую принадлежность этих жилищ. По его мнению, славяне расселились здесь не ранее X века и в некоторой степени заимствовали типы жилых и хозяйственных построек и технику строительства у местных балтских и финно-угорских племён. А. А. Шенников считал, что корни классического русского сруба восходят к дьяковской культуре. Прямоугольные срубные дома действительно имели распространение в поздний период развития дьяковской культуры наряду с другими типами построек и не исключено, что они сохранились к приходу в эти земли славян. Аналогичные дома существовали у соседей дьяковцев, например, у балтов позднего периода днепро-двинской культуры. К концу I тысячелетия н. э. в регионе существовали другие формы жилища (например, «большие дома» Старой Ладоги). Но с началом нового тысячелетия многообразие домостроения, свидетельствовавшее о полиэтническом характере региона, нивелировалось. Основным типом жилища формирующейся древнерусской народности в лесной зоне стал наземный срубный дом с печью в углу.
Итак, древнерусские селения имели жилища различной конструкции с углублённым полом и наземные срубные дома. Первые были более распространены на юге, вторые — на севере. Несмотря на отдельные находки в северных регионах жилищ с углублённым полом, к XIII веку наземные срубы преобладали там повсеместно и распространились даже в зоне лесостепи.
Существенные изменения жилища претерпели в начальный период существования Древнерусского государства. Перестало быть обязательным ориентирование стен по сторонам света. По мнению М. Г. Рабиновича, в это время уже выделялись четыре типа внутренней планировки избы. Перемещение печей среднерусских и северных жилищ в ближний ко входу угол должно было привести к смещению входа ближе к боковой стене и появлению асимметричной композиции фасадов. По мнению А. Б. Бодэ и О. А. Зининой, далее появились окна на ближайшей ко входу боковой стене. Она, вероятно, приняла на себя роль главного фасада. Важным этапом стало появление второго помещения со стороны входа — сеней срубной или облегчённой каркасной конструкции, которые могли развиться из навеса или галерейки. В X веке двухкамерные дома уже существовали в псковско-новгородском регионе и в Киеве, хотя и составляли в целом меньшинство. Совсем редки были, даже в крупнейших городах, пятистенки, избы-двойни и трёхкамерные дома. Большинство же построек составляли однокамерные квадратные избы 4-5 м шириной. Этнографы К. Мошиньский и Е. Э. Бломквист придерживались гипотезы о происхождении трёхкамерного жилища непосредственно из однокамерного путём устройства сеней между двумя срубами. Впрочем, по более поздним периодам домостроения известно, что трёхкамерное жилище могло развиваться непосредственно из двухкамерного.
Сруб древнерусского жилища возводился из сосны, реже ели. Совсем редко наряду с ними применялись лиственные породы. Срубы в основном возводили без фундаментов, изредка использовали примитивные валунные, свайные, лежневые фундаменты, иногда низ стен утепляли завалинками. Полы, как правило, были дощатыми, в «полуземлянках» также были земляными. Сложно поддаётся реконструкции верхняя часть жилища. Ряд свидетельств позволяет говорить о существовании двухэтажных домов или домов с подклетами, но в массе своей жилища были, конечно, одноэтажными. Окна — волоковые или отсутствовали вовсе. Ради сохранения тепла двери делали небольшого размера, с порогом в несколько брёвен. Скатные крыши, покрытые землёй, упоминал арабский географ начала X века Ибн Руста:

Холод в их стране бывает до того силен, что каждый из них выкапывает себе в земле род погреба, к которому приделывает деревянную остроконечную крышу, на подобие христианской церкви, и на крышу накладывает земли. В такие погреба переселяются со всем семейством, и взяв несколько дров и камней, зажигают огонь и накаляют камни на огне до красна. Когда же раскалятся камни до высшей степени, наливают их водой, от чего распространяется пар, нагревающий жилье до того, что снимают уже одежду. В таком жилье остаются до весны. 
Пролить свет на древнейшие периоды развития жилой архитектуры могут археология, письменные источники, а также изучение старинных бань, амбаров, охотничьих избушек, в которых, как считают некоторые учёные, долгое время сохраняются архаичные архитектурно-конструктивные приёмы.
Хорошо изучена застройка двух важнейших городов Древней Руси: Великого Новгорода и Киева. Значительное число киевских построек — однокамерные и двухкамерные жилища каркасно-столбовой конструкции с углублённым полом. К XI — началу XIII веку относится массовое строительство в Киеве двухкамерных срубных домов. Обращают на себя внимание их мощные лежневые и свайные фундаменты под углами. В некоторых домах обнаружена необычная конструкция сеней: они не имели первых венцов, а опирались свободной стороной на стойки. Продуваемое пространство под ними могло использоваться в хозяйственных целях.
Найдены остатки сотен строений, возведённых новгородскими плотниками, славившимися своим мастерством. Уже с самого раннего периода застройки прослеживается разграничение на жилые и хозяйственные строения. Хотя дом иногда служил одновременно и ремесленной мастерской. Новгородские жилые дома X века представляли собой одно- и двухкамерные жилища. Некоторые археологи видят в ранних пятистенных домах новгородских усадеб признаки влияния староладожского строительства. Наличие в ранних слоях сооружений каркасно-стоечной и срубно-столбовой конструкций, которые могут говорить о влиянии северных и западноевропейских архитектурных традиций. В XII—XIII веках в Великом Новгороде начался массовый переход к строительству домов на высоких подклетах и полноценных двухэтажных домов в крупных усадьбах, получили распространение новые принципы компоновки строений: хоромные комплексы жилых построек, избы-двойни, трёхкамерные дома. Культурные слои XI—XIV веков сохранили детали экстерьеров и интерьеров. Это лемех, курицы и кровельный тёс, деревянные наличники и рамы окон, мебель и т. д. Причём наличники и мебель иногда были украшены резными узорами.
В последнее время многие археологи пересматривают традиционную реконструкцию «полуземлянок». В. К. Козюбой предложена следующая реконструкция южнорусского сельского жилища с заглублённым полом XI—XIII веков. Постройка имеет сени и основное помещение с заглублённым полом. Стенки котлована были укреплены досками, прижатыми столбами. Бревенчатые стены постройки стояли снаружи котлована почти впритык к его стенке. Внешне такое жилище не сильно отличалось бы от обычных наземных изб.

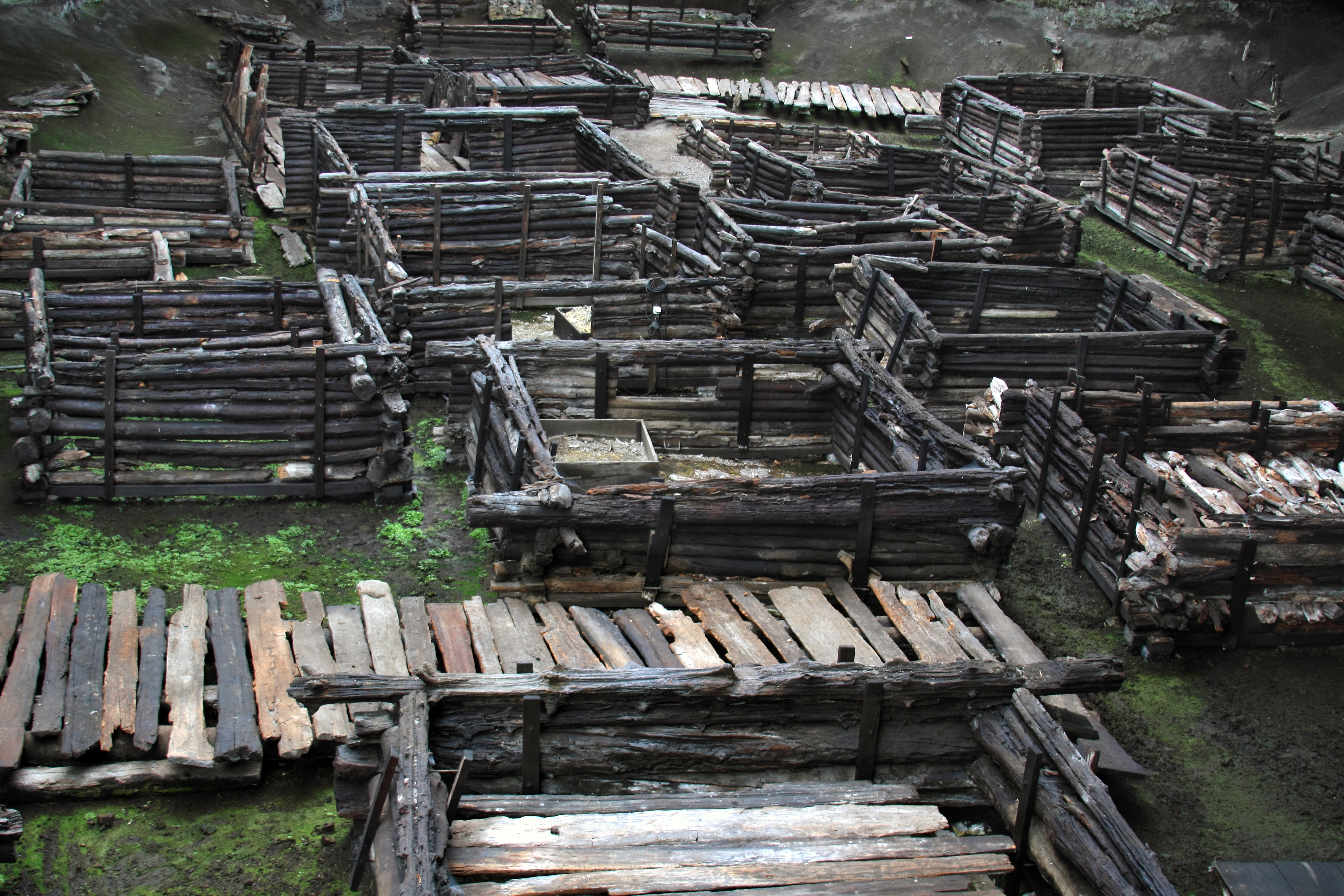
Подлинные остатки однокамерных построек ремесленного посада XIII века (стены зафиксированы современными специальными устройствами) в музее «Берестье» Бреста

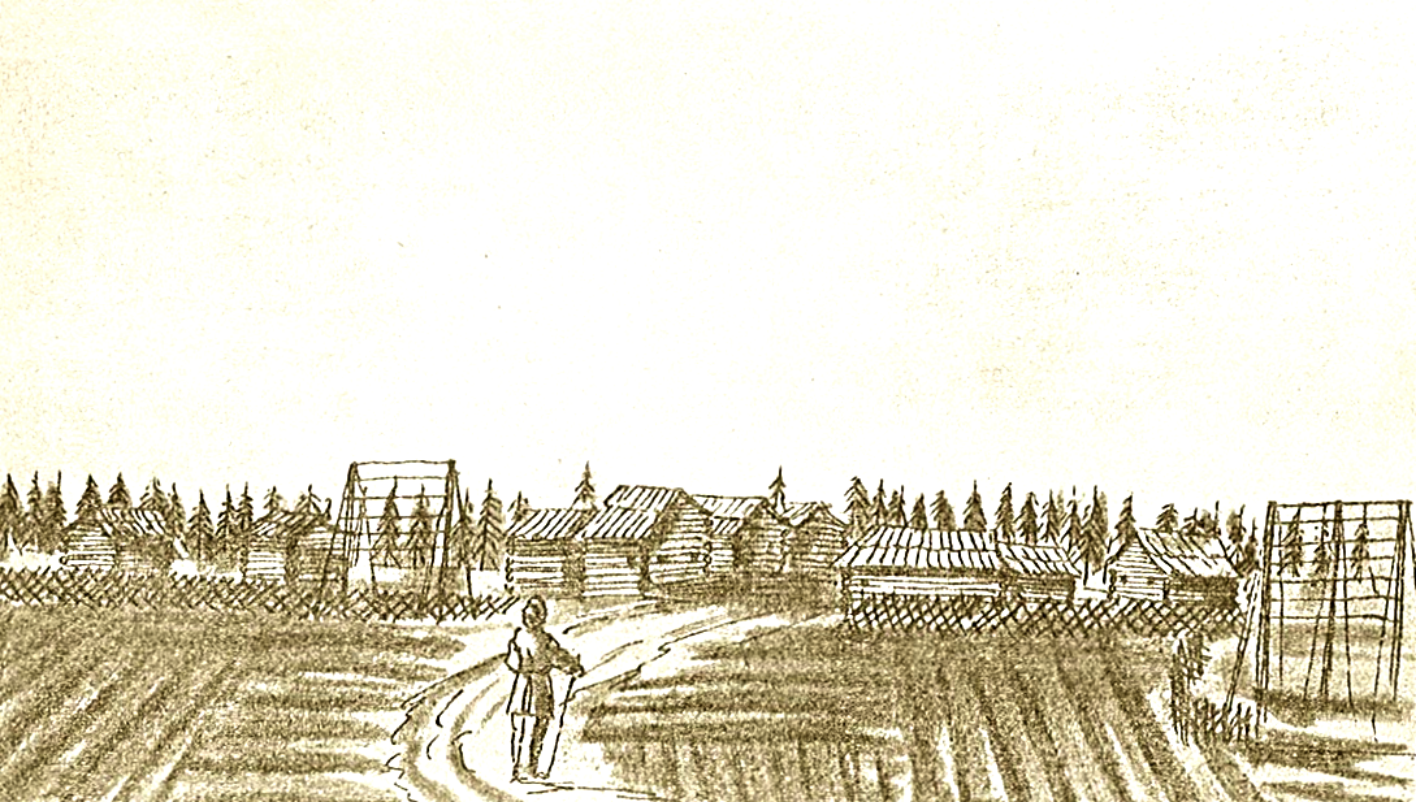
Деревня Зайцево (Новгородская обл.). 1660-е гг. Альбом А. Мейерберга

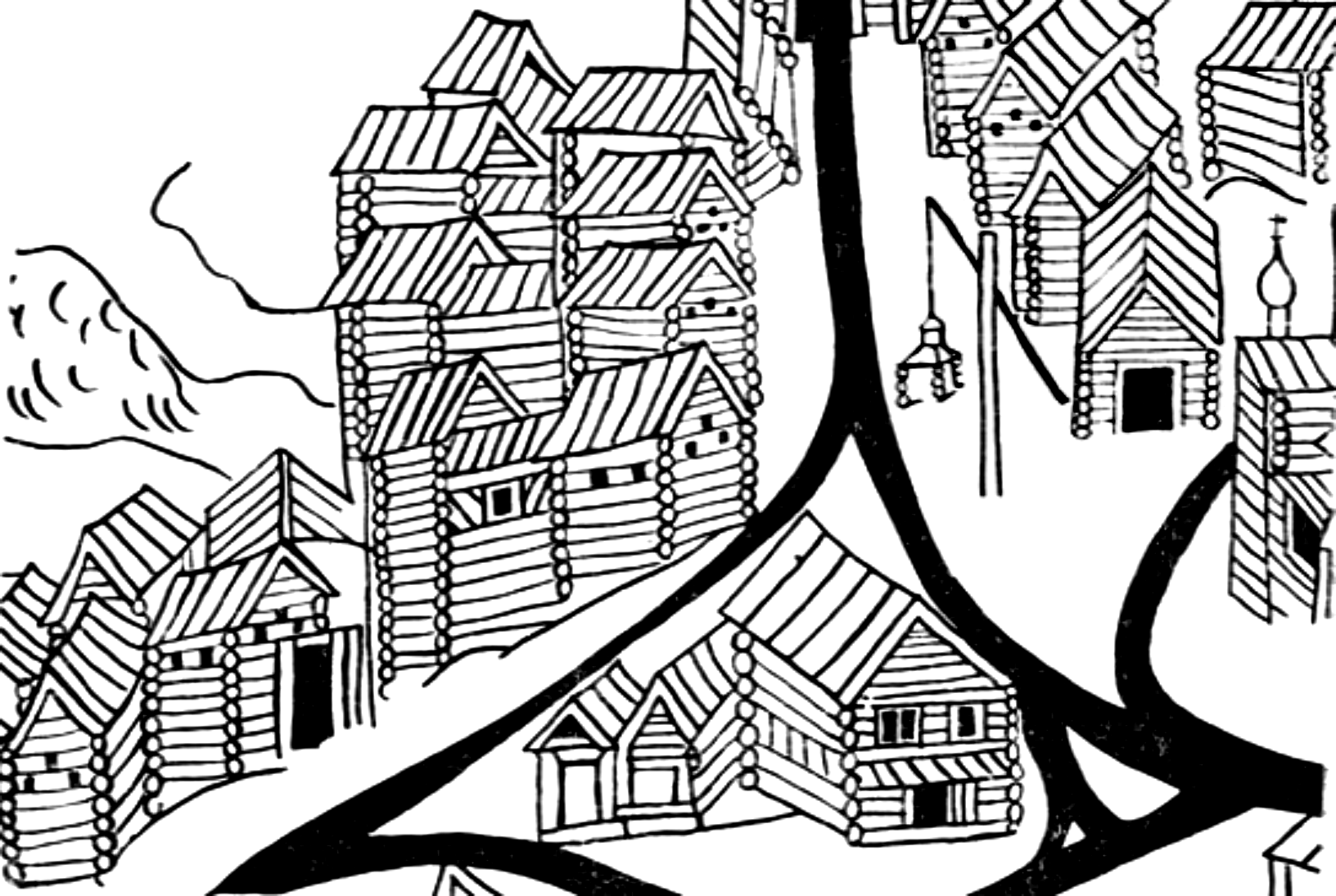
Жилые дома на фрагменте плана Тихвинского посада (Ленинградская обл.). 1678 г. Слева вверху — трёхкамерные избы-связи на подклетах

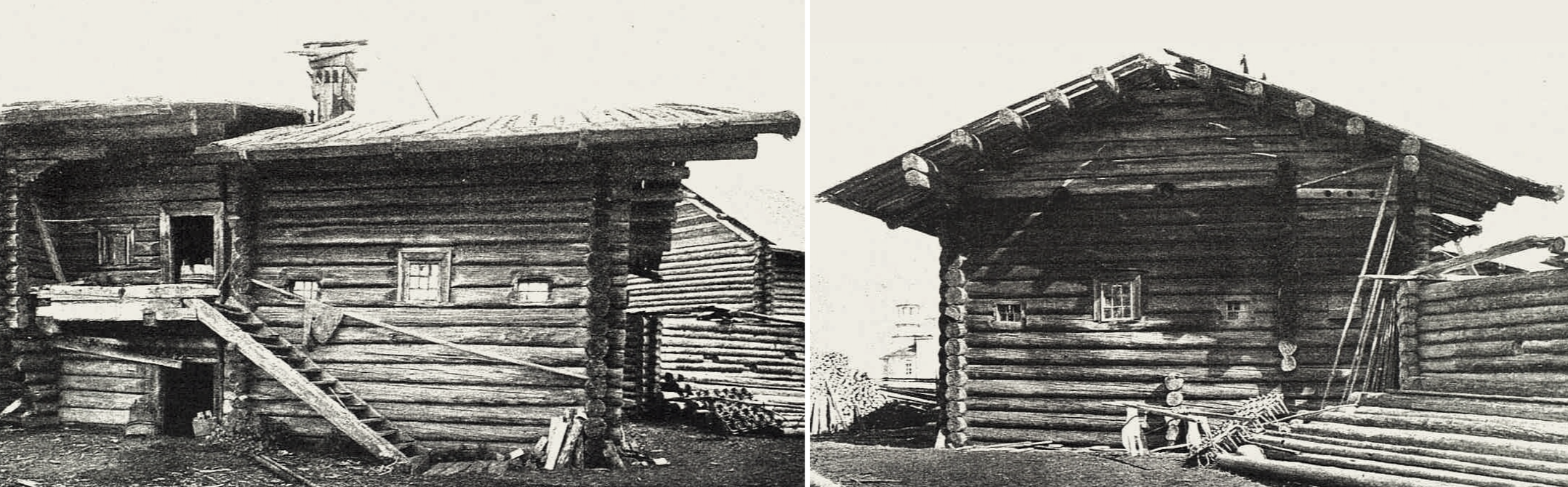
«Изба семи государей» (Архангельская обл.). 1765 г. Пример архаичного жилого дома, переходный тип к пятистенку

М. Г. Рабинович, рассматривая вопрос о различиях в домостроении южных и северных регионов, заключал, что конструктивные особенности связаны в первую очередь не с этническим составом региона, а скорее с наличием в данной местности того или иного материала. Д. А. Авдусин предполагает, что строительство «полуземлянок» могло быть связано с особенностями грунта, например, в Великом Новгороде с его сырыми почвами не было заглублённых жилищ, но рядом в сухой местности Перынь они существовали. Что касается древнерусского домостроения в деревенской местности и в периферийных поселениях, то в науке устоялось мнение, что в X—XIII века оно мало отличалось от домостроения крупных городов. Причём, М. Г. Рабиновичем сделан вывод, что городское древнерусское жилище этого периода генетически происходит от деревенского.
Основной единицей городской и деревенской застройки средневековой Руси была усадьба-двор. Крестьянская усадьба имела минимум построек («изба да клеть», иногда, постройки для обработки урожая). Уже в XIII—XV века, по мнению М. Г. Рабиновича, сложилось разделение на усадьбы с крытым двором, вплотную примыкающим к жилью, и усадьбы с открытым двором. Развитие планировочного решения дома в этот период шло по пути увеличения количества помещений. Срок «жизни» городских изб на Руси был недолгий: плотность застройки способствовала частым пожарам, порой выжигавшим деревянные города без остатка. Средне- и северорусские дома имели уже исключительно срубную конструкцию. Многие дома, особенно в северных регионах, имели подклет, отделявший избу от холодной земли. Дома без подклета утеплялись подсыпкой.
XVI—XVII века — период интенсивного строительства. Англичанин Дж. Флетчер в XVI веке писал:

Дома их деревянные, без извести и камня, построены весьма прочно из сосновых брёвен, которые кладутся одно за другое и скрепляются по углам связями. Между брёвнами кладут мох… для предохранения от действия наружного воздуха. Каждый дом имеет лестницу, ведущую в комнаты со двора или с улицы, как в Шотландии. Деревянная постройка для русских, по-видимому, гораздо удобнее, нежели каменная или кирпичная, потому что в последних больше сырости и они холоднее, чем деревянные дома, построенные из сухого соснового леса, который больше даёт тепла. Провидение наградило их лесами в таком изобилии, что можно выстроить порядочный дом рублей за 20—30 или немного более даже там, где мало леса. Неудобны же деревянные строения особенно тем, что могут сгореть…
В этот период увеличивалось число хозяйственных построек усадеб, в городах распространились белые избы и массовым типом жилья стали четырёхстенки с сенями и трёхкамерные дома. Наиболее распространённым вариантом трёхкамерного дома стала изба-связь, у которой изба, сени и клеть последовательно расположены на одной оси, образуя дом-брус. В северных регионах и в средней полосе на месте клети развился крытый двор с многочисленными помещениями. Удобно, когда двор дома-бруса расположен сзади. Видимо, это поспособствовало развороту дома жилым торцом к улице. Вход в дом, в свою очередь, стал осуществляться сбоку через сени. Если дом имел подклет, то ко входу вели лестница и крыльцо. Трёхкамерные избы-связи можно увидеть на плане Тихвинского посада 1678 года. Каждая их часть имела отдельную кровлю: кровля сеней располагалась ниже других. Избы-связи быстро завоевали популярность и со временем стали типичным восточнославянским жилищем, хотя в XVI—XVII века в городах они ещё не составляли абсолютного большинства, а деревня и вовсе почти целиком состояла из однокамерных жилищ. Судя по всему, в этот период уже сложилась характерная русская трёхоконная композиция окон главного фасада. На плане Тихвинского посада это три волоковых окна, среднее из которых расположено выше прочих. Впрочем, существовали и другие приёмы расположения окон (см., например, рисунки А. Мейерберга). Завершались дома двухскатными крышами с драночной (на севере и на юге), тёсовой (на севере) или соломенной (на юге) кровлей. Дома крестьян в сравнении с богатыми хоромами имели незатейливый внешний вид. Как писал Г. Г. Громов, для них «высокие палаты и узорные крыльца были мечтой, куда помещали они героев своих сказок».
XVIII—XIX века ознаменовались значительным прогрессом домостроительства, изменением планировки усадьбы появлением новых типов домов. Застройка поселений и планировка усадеб стали вестись в соответствии с принципами регулярности, в частности, фасады домов стали выходить на красную линию улицы, а закрытый двор-крепость отошёл в прошлое. Развитие планировки дома шло по пути увеличения числа помещений и поиска их рациональной взаимосвязи. Среди городских мещанских домов были распространены избы-связи (типа «изба — сени — клеть» или «изба — сени — изба») и пятистенки. Нередко помещения в них дополнительно разделяли перегородками, превращая дом в многокомнатный. Трёхкамерные дома были распространены и в деревне, в том числе вариант «изба — изба — сени». Со 2-й половины XIX века у крестьян, с расширением и усложнением передней жилой части дома, трёхкамерная связь и четырёхстенки стали уходить в прошлое, уступая место пяти- и шестистенкам (избам-двойням и избам с прирубом). Избы-двойни распространились в бассейнах Северной Двины, Онеги и Мезени, но их разновидности можно было встретить и в Новгородской, Ярославской, Костромской губерниях; избы с прирубом были характерны для средней полосы и Поволжья. Одним из путей развития шестистенка было расширение пространства между смежными стенами, в результате чего появилась изба-двойня с «заулком». Этот заулок иногда превращался в сени — в таком случае вход с крыльцом перемещались с бокового фасада на главный, прямо на улицу. Пятистенок в XVIII—XIX веках распространился в городах и в сельской местности почти всех регионов. В этнографии распространена версия происхождения пятистенка от избы-двойни путём удаления одной из смежных стен. Возможно, прообразом пятистенка можно считать избу с прирубом или избы с неполной перегородкой. Пятистенки, у которых только одно жилое помещение было обращено к улице, были характерны для городов. В центральной России и в Поволжье вдоль боковой стены такого дома, а также и вдоль трёхкамерных связей, нередко пристраивался коридор с выходящим на улицу входом в дом. Дальнейшим развитием пятистенка были крестовик и крестовая связь. Двухкамерные четырёхстенки стали составлять меньшинство в застройке. Однокамерные дома вовсе были позабыты, в XIX веке их можно было встретить разве что как временное жилище, например, в необжитых землях Сибири.

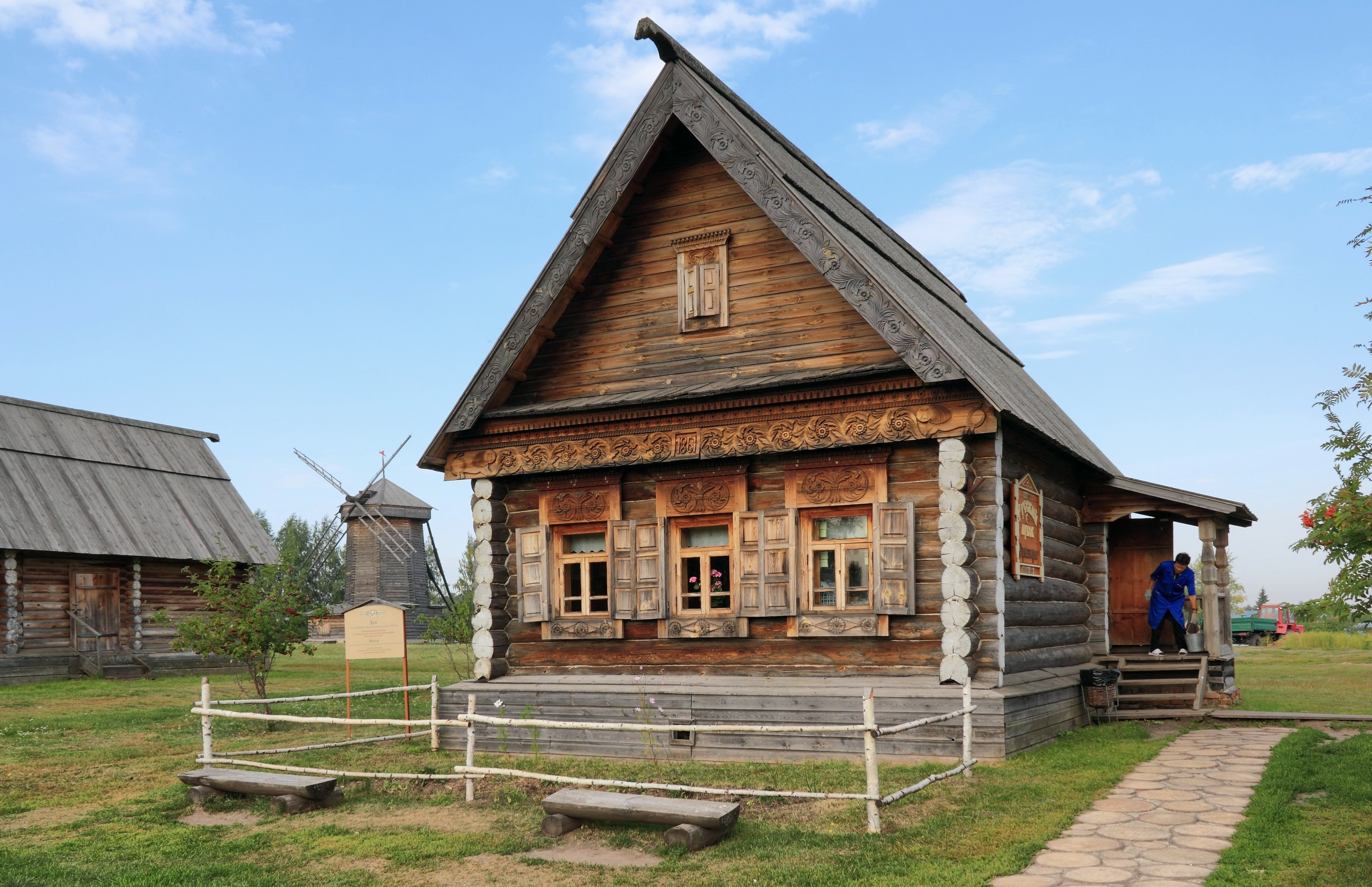
Крестьянский дом Владимирской губернии. 2-я пол. XIX в.

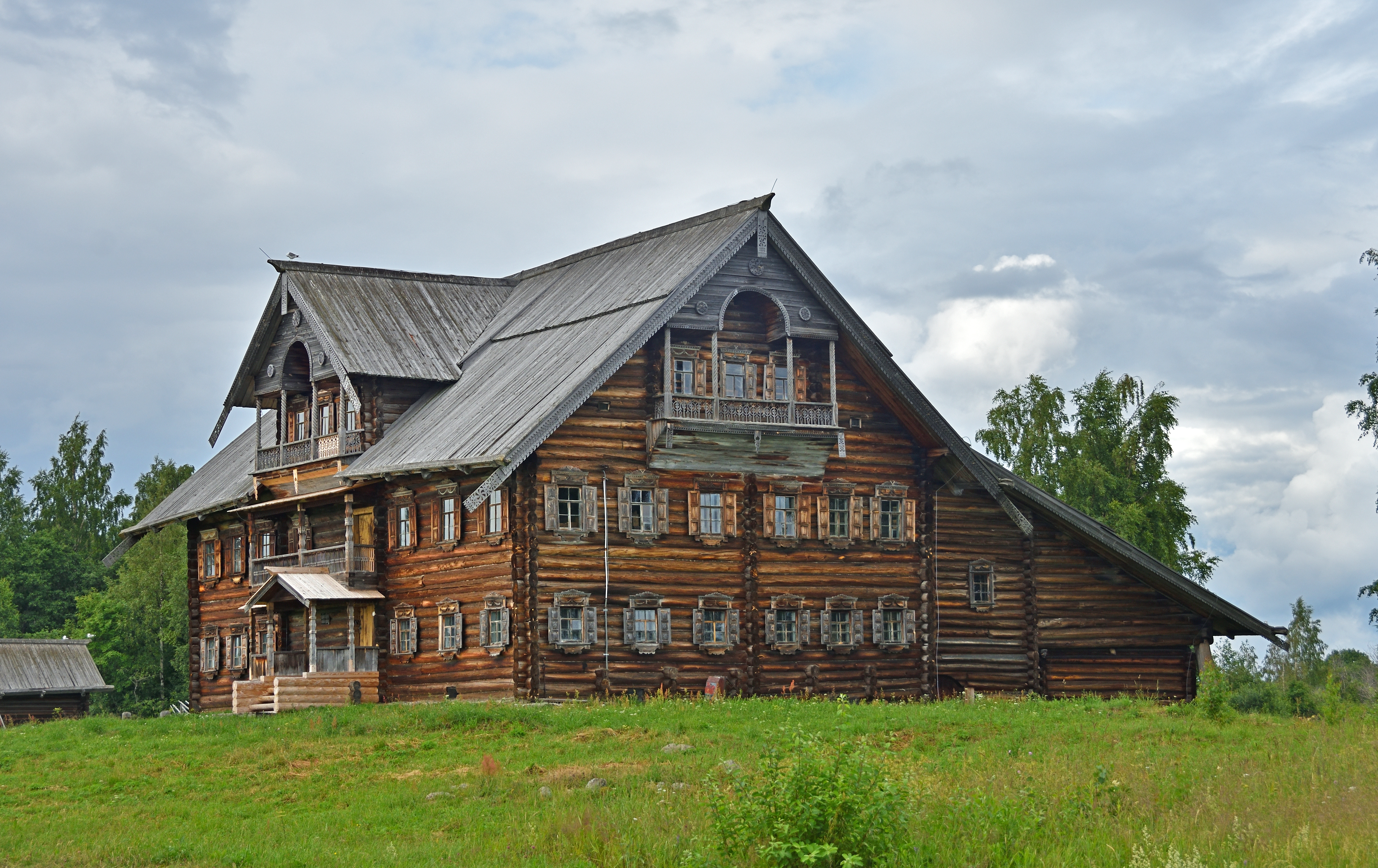
Дом Сергина из Мунозера (Карелия). Пример северного дома-комплекса 2-й пол. XIX в.

Большинство русских домов образовывало однорядную связь. Р. М. Габе и Е. Э. Бломквист считали, что однорядная связь в некоторых регионах, например на Севере, распространилась довольно поздно. Р. М. Габе считал, что в Карелии намного более древние корни имели дома-кошели. Распространённой практикой в этот период была пристройка зимников — приземистых избушек, в которых можно было пережить морозы. С точки зрения вертикальной структуры, существовали поземные избы с земляным полом (в южных регионах), избы с невысоким подпольем, избы с подклетами, причём подклет нередко превращался в жилой этаж. Сначала в городе, а потом и в деревне распространяются дома с двумя и более этажами. Распространились белые избы, у крестьян они в ходу с начала XIX века.
В XVIII—XIX века развитие городской гражданской архитектуры было связано с общеевропейскими стилями барокко, классицизма, ампира. Под нарастающим влиянием города радикально менялась крестьянская изба. Процесс этот шёл не везде одинаково быстро. В отдалённых поселениях ещё долго (даже в XIX веке) строили по-старому. Например, суровый архаичный облик имела «Изба семи государей» 1765 года в Онежском уезде Архангельской губернии. Эта курная изба была переходным типом к пятистенку, имела однорядную связь с двором и стояла на хозяйственном подклете. На главный фасад выходили окна избы (два волоковых и красное между ними) и волоковое окно хозяйственного помещения. За этими помещениями располагались сени, горницы и далее хозяйственные помещения. Такие избы сменялись эклектичными постройками, которые сочетали элементы древнерусского зодчества и стилевой архитектуры. Детали помещичьих усадеб легко усваивались деревенскими мастерами. Они привносили элементы ордерной системы в облик изб, где они соединялись с богатой народной резьбой. Избы обзавелись большими косящатыми окнами с резными наличниками, мезонинами, окнами для освещения чердака, двустворчатыми дверями, подзорами. Некогда распространённая композиция окон главного фасада как у «Избы семи государей» сменилась тремя большими окнами. На рубеже XIX—XX веков в Поволжье и на Севере также распространилась композиция из четырёх окон. Ещё больше окон имели главные фасады северных двухэтажных пяти- и шестистенков. В итоге этих преобразований, как отмечал А. И. Некрасов, былая монументальность и простота сменилась «сложностью и живописностью во впечатлениях целого». Впрочем, многие избы ещё сохраняли очень традиционные элементы. Например, в Новгородской губернии избы имели прикрой на уровне межэтажного перекрытия — небольшой дощатый навес. Порой его свес делался довольно большим, обзаводясь стойками и фактически превращаясь в галерейку. Подобные галерейки существовали ещё в древнем Новгороде.
Большие изменения произошли в конструктивных решениях: появились потолки современного типа, изменились конструкции крыш (на смену безгвоздевым самцово-слеговым крышам пришли стропильные), привычным явлением стала дощатая обшивка стен снаружи и т. д. Эклектика во 2-й половине XIX века достигла наибольшего развития. По мнению А. В. Ополовникова, с этого времени начался полный распад культуры древнерусского деревянного зодчества, несмотря на то, что к концу века более половины городов на 95 % состояло из деревянных домов (многие дома имели кирпичный нижний этаж и деревянный верхний).
В середине XIX века на волне дискуссий о национальном стиле у профессиональных архитекторов пробудился интерес к деревянному зодчеству. Мотивы деревянных изб своеобразно трактовались В. А. Гартманом, И. П. Ропетом, Ф. О. Шехтелем. Свойственный многим последователям русского стиля XIX — начала XX веков декоративизм фасадов едва ли не крайнее выражение получил в постройках И. П. Ропета. А. В. Ополовников считал, что в основе стилизации под народное зодчество лежало не использование его эстетического содержания, а лишь механическое копирование форм.
В 1920—1930-е годы основная масса сельского жилого строительства по-прежнему состояла из деревянных изб с несколько более усовершенствованной планировкой. Строились такие дома и в городах. К дореволюционным традициям обращались некоторые советские архитекторы в проектах своих дач. Однако неуместность деревянного строительства в новых советских реалиях становилась всё более ясной и к середине XX века от традиции деревянного зодчества отошли окончательно. Срубное домостроение уступило место каркасному, кирпичному, блочному и панельному строительству.
Деревянная жилая архитектура современной России представлена индивидуальными домами. В этом направлении работают Т. Кузембаев, Н. В. Белоусов, В. Г. Кузьмин. Некоторые постройки, как, например, срубные дома Н. В. Белоусова, сочетают современную архитектуру и традиции старинного зодчества.

## Элементы конструкции

### Фундамент
Изба устанавливалась прямо на грунт или на столбы. Под углы подводились дубовые колоды, большие камни или пни, на которых и стоял сруб. Летом под избой гулял ветер, просушивая снизу доски так называемого «чёрного» пола. К зиме дом обсыпали землёй или устраивали из дёрна завалинку. Весной завалинка или обваловка в некоторых местах раскапывалась для создания вентиляции.

### Кровля
Кровля у белых изб двускатная из тёса или дранки. Двускатные кровли самцовые с фронтонами из брёвен-самцов. На вершину кровли укладывали охлупень. Кровлю связывал продольный брус — князь (князёк) или конь (конёк). К этому брусу крепились стволы деревьев с закрючинами — курицы. На крючья курицы укладывали свесы, водостоки. Позднее появились стропильные кровли трёх- и четырёхскатные.

### Полы
Полы в избах были земляные. Лишь с распространением на Руси пил и пилорам в городах и в домах помещиков стали появляться деревянные полы. Первоначально полы выкладывались из досок, изготовленных из колотых пополам брёвен, либо из массивной толстой половой доски. Тем не менее массово полы из досок стали распространяться лишь в XVIII веке, поскольку до этого не было развито лесопильное производство. Лишь усилиями Петра I пилы и пилорамы стали получать распространение на Руси с издания петровского указа «О приучении дровосеков к распиловке дров». В 1748 году было царское разъяснение: «Всем как помещикам, так и прочим промышленникам стараться заблаговременно приуготовлять ручные пилы». При этом признавалось в 1756 году: «Не токмо пильных водяных и ветреных мельниц, но и ручных пил нигде ещё не заведено». И, вплоть до XX века, полы в крестьянской избе были земляные, то есть выравненная земля просто утаптывалась. Верхний слой мазали глиной, смешанной с лошадиным помётом, что обеспечивало твёрдость.

### Окна
В древности окон в современном понимании в избе не было; так называемые «красные» или «косящатые» окна с остеклением (поначалу со слюдой или бычьим пузырём) стали появляться у богатых людей лишь к XV веку, до этого с XIV века использовались волоковые окна с задвижкой из доски. Знакомые нам избы с полами, с окнами и печными трубами стали получать распространение лишь в XVIII веке и стали массовыми лишь в XIX веке.

### Потолок
Потолок состоит из колотых пополам жердей. Брусья потолка укладывали на массивную балку — «матицу». Щели между жердями обмазывали глиной. Поверх потолка для утепления насыпали просеянную землю. В матицу вкручивали кольцо для «очепа», гибкой, но прочной жерди, за свободный конец которой подвешивали колыбель.

## Внутреннее устройство

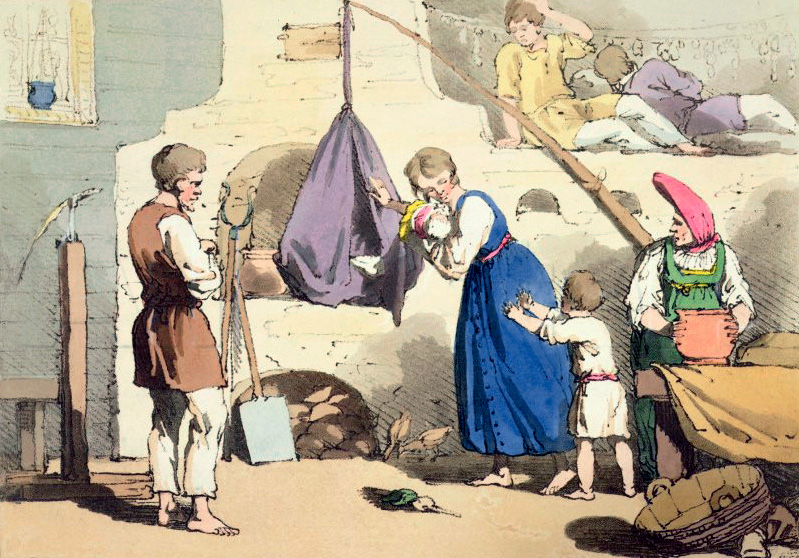
Дж. Аткинсон. Изба, 1803.

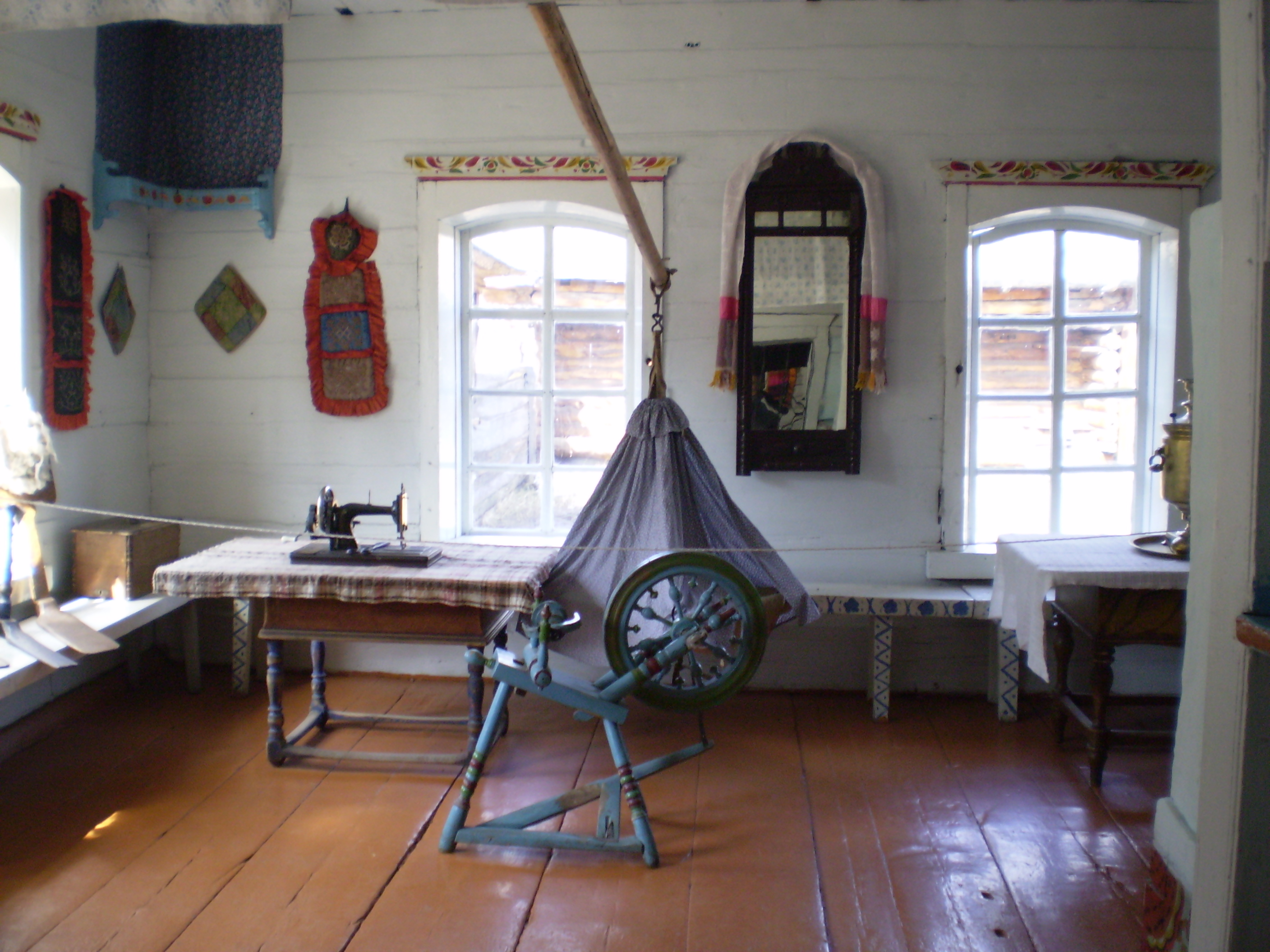
Внутреннее убранство старообрядческого дома. Этнографический музей народов Забайкалья.
Раскрашенные лавки вдоль стен, зеркало с полотенцем, красный угол, большой и прямой стол, крашеные полы, колыбель на очепе.

Внутренние стены в богатых домах обшивались тёсом, или липовыми досками. Вдоль стен стояли лавки и сундуки. Спали на лавках, или на полу. Ещё в XIX веке в небогатых домах кровать играла декоративную роль — хозяева продолжали спать на полу.
На стенах устраивали полки. Над входом между стеной и печью устраивали полати.
Кроме красного угла в избе был «бабий угол» (или «кут») — напротив печного чела. Мужской угол, или «коник» — у входа. «Закут» — за печью.

### Красный угол
В русской избе, обычно ориентированной по сторонам горизонта, устраивался «красный угол» или «передний угол» — в дальнем углу избы, по диагонали от печи, с восточной стороны дома, в пространстве между боковой и фасадной стенами. Это всегда была самая освещённая часть дома: обе стены, образующие угол, имели окна. Иконы помещались в «красный» угол комнаты с таким расчётом, чтобы икона была первым, на что обращал внимание человек, входящий в комнату.
В переднем углу устанавливался стол, который назывался «большим». К большому столу вдоль стены приставляли ещё один стол, который назывался «прямым». Вдоль стен избы стояли лавки. Лавка, расположенная в красном углу, называлась «большая лавка». В красном углу, на большой лавке за столом сидел хозяин дома. Место хозяина дома называлось «большим местом». Остальные члены семьи садились за стол в порядке старшинства. Если все не умещались за большой и прямой стол, к прямому столу под углом приставляли «кривой стол».
Большое место считалось почётным, и предлагалось важным гостям. Гость должен был ритуально отказываться от места. Священнослужители садились на большое место, не отказываясь. Последнее место за кривым столом называлось «полатный брус», так как располагалось под потолочным брусом, на который укладывали полати. В былинах богатыри на княжеских пирах садились обычно на полатный брус, а затем уже пересаживались на более почётные места, исходя из своих подвигов.

## Северорусская изба
Отличительной особенностью северной русской избы является то, что в ней под одной крышей сосредотачивалось всё крестьянское хозяйство. Круглогодичное жилое помещение с русской печью занимало от одной трети до половины площади избы, и было приподнято над уровнем земли на метр-полтора. Помещение, находящееся под полом жилого помещения, называлось «подпо́лье» или «по́дпол». Попасть в подполье можно было только из жилого помещения, через люк (отверстие размером приблизительно 1х1 метр) в полу либо через голбец. Подполье освещалось несколькими маленькими окошками, имело земляной пол и использовалось для хранения запасов картофеля и других овощей.

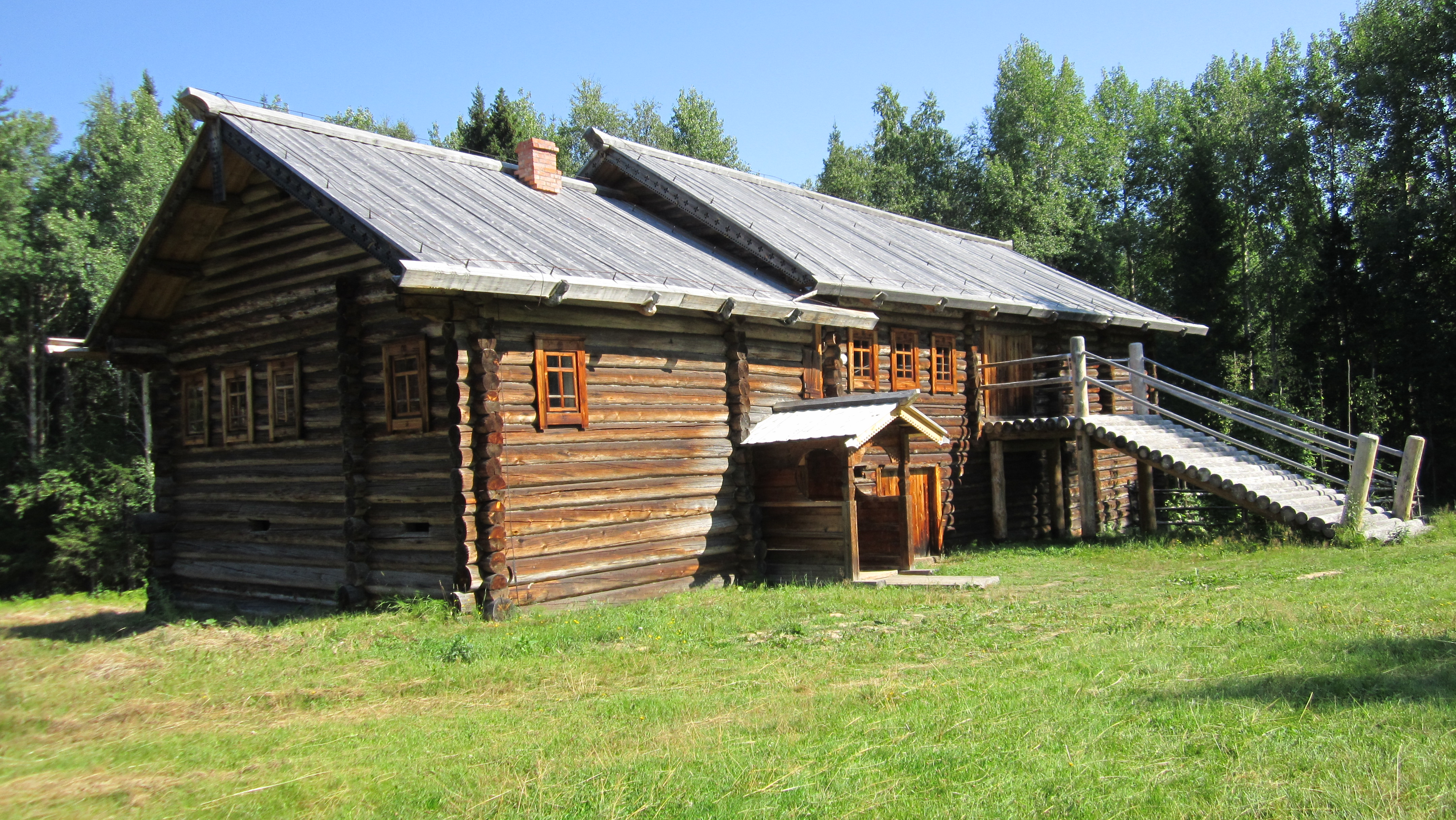
Дом-двор Ермолиной (музей Малые Корелы)

Другая половина избы состояла из двух-трёх этажей. Нижний этаж имел ворота для выгона скота. Дальняя от ворот половина нижнего этажа была разделена на несколько изолированных помещений с маленькими окошками (для коровы с телёнком и овец). В конце узкого коридора были насесты для ночёвки кур.
Верхний этаж делился на горницу и пристроенные сбоку сеновал и хлев, часто отапливаемые. На сеновале находился туалет, хранились дрова. Большие ворота соединяли сеновал с улицей (высота ворот от земли около 2,5-3 метра, ширина ворот 2—3 метра).
Все помещения избы соединял коридор, который имел один уровень с жилым помещением, поэтому к двери горницы вела лестница вверх. За дверью, ведущей на сеновал, имелись две лестницы: одна вела вверх на сеновал, другая — вниз в хлев.
Возле входа к избе обычно пристраивали сени, помещение с большими окнами. Таким образом, чтобы попасть в избу, нужно было подняться на крыльцо и войти в сени, подняться по ступеням и войти в коридор, а уже из него в жилое помещение.
К тыльной стене избы пристраивался сарай (обычно для хранения сена). Его называли приделом. Такое устройство сельского жилища позволяет в суровые русские зимы вести домашнее хозяйство, не выходя лишний раз на мороз.

## Изба в национальной культуре

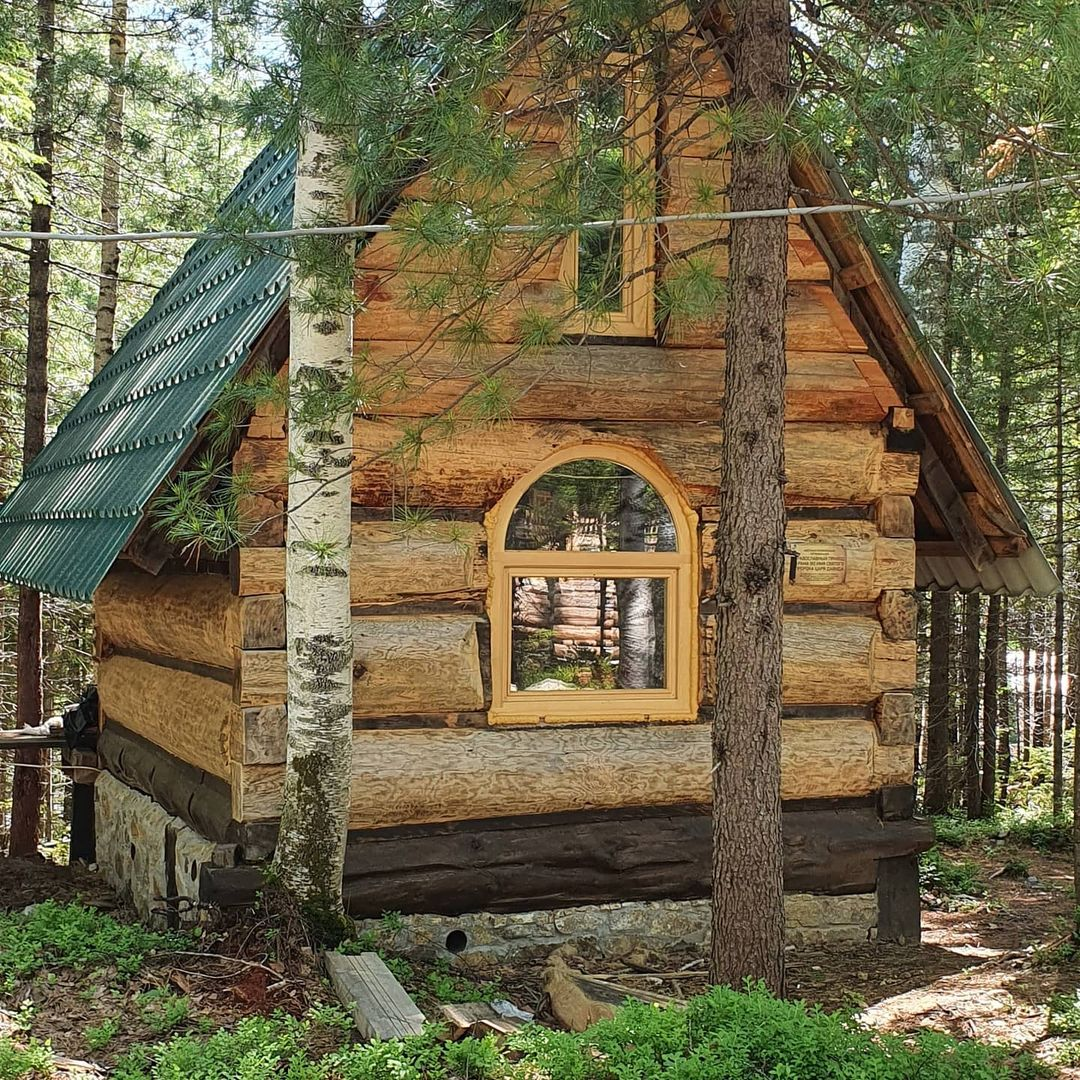
Изба для туристов. Бурятия

Изба является важной частью русской национальной культуры и фольклора, упоминается в пословицах и поговорках («Не красна изба углами, красна пирогами»), в русских народных сказках («Избушка на курьих ножках»).
Некоторые избы стали музеями и памятниками.

### Кутузовская изба
Так, представляет собой музей-памятник воссозданная изба крестьянина Михаила Фролова в бывшей подмосковной деревне Фили, в которой 1 (13) сентября 1812 года во время Отечественной войны с Наполеоном состоялся военный совет русских генералов и было принято решение оставить Москву. В настоящее время изба представляет собой военно-исторический музей в Москве, посвящённый памяти упомянутого события, и является отделом музея-панорамы «Бородинская битва».
Историческая изба была утрачена в пожаре в 1868 году и достоверно воссоздана в 1886 году благодаря ряду этюдов, выполненных в 1860-е годы А. К. Саврасовым. Впоследствии в самой избе была восстановлена исторически достоверная обстановка этого события.

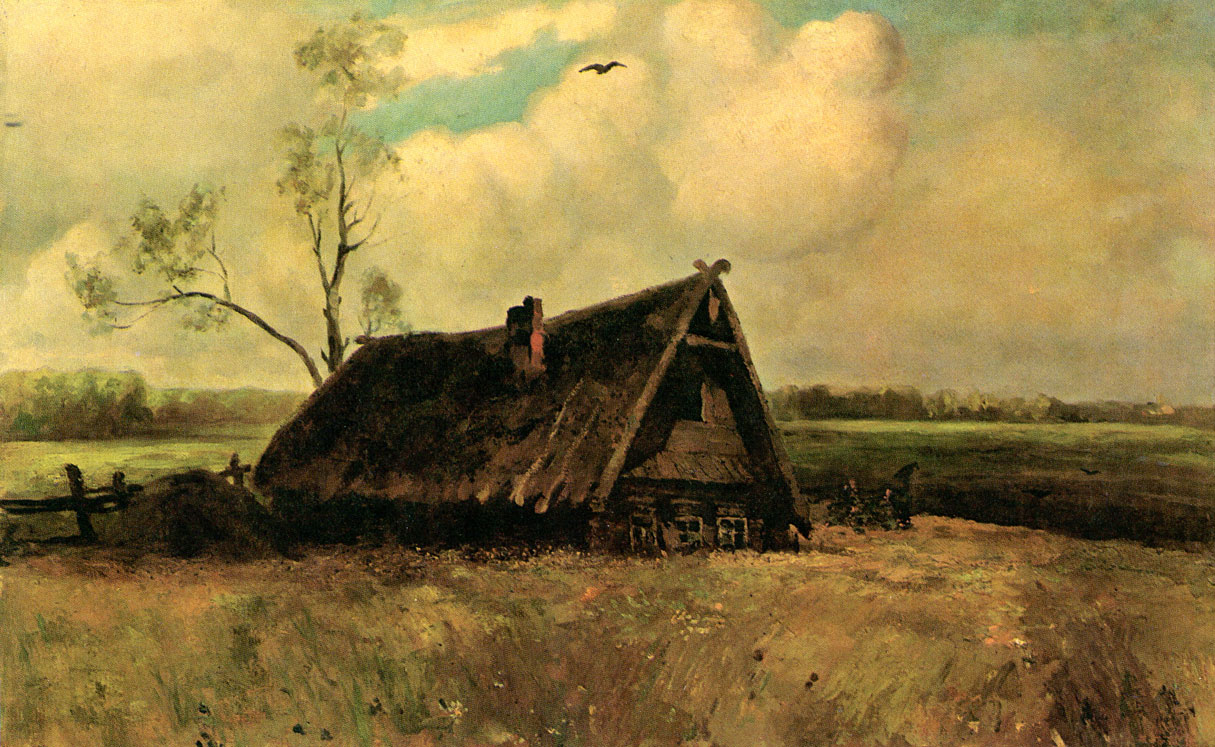
Саврасов А. К. Изба совета в Филях. 1860-е.
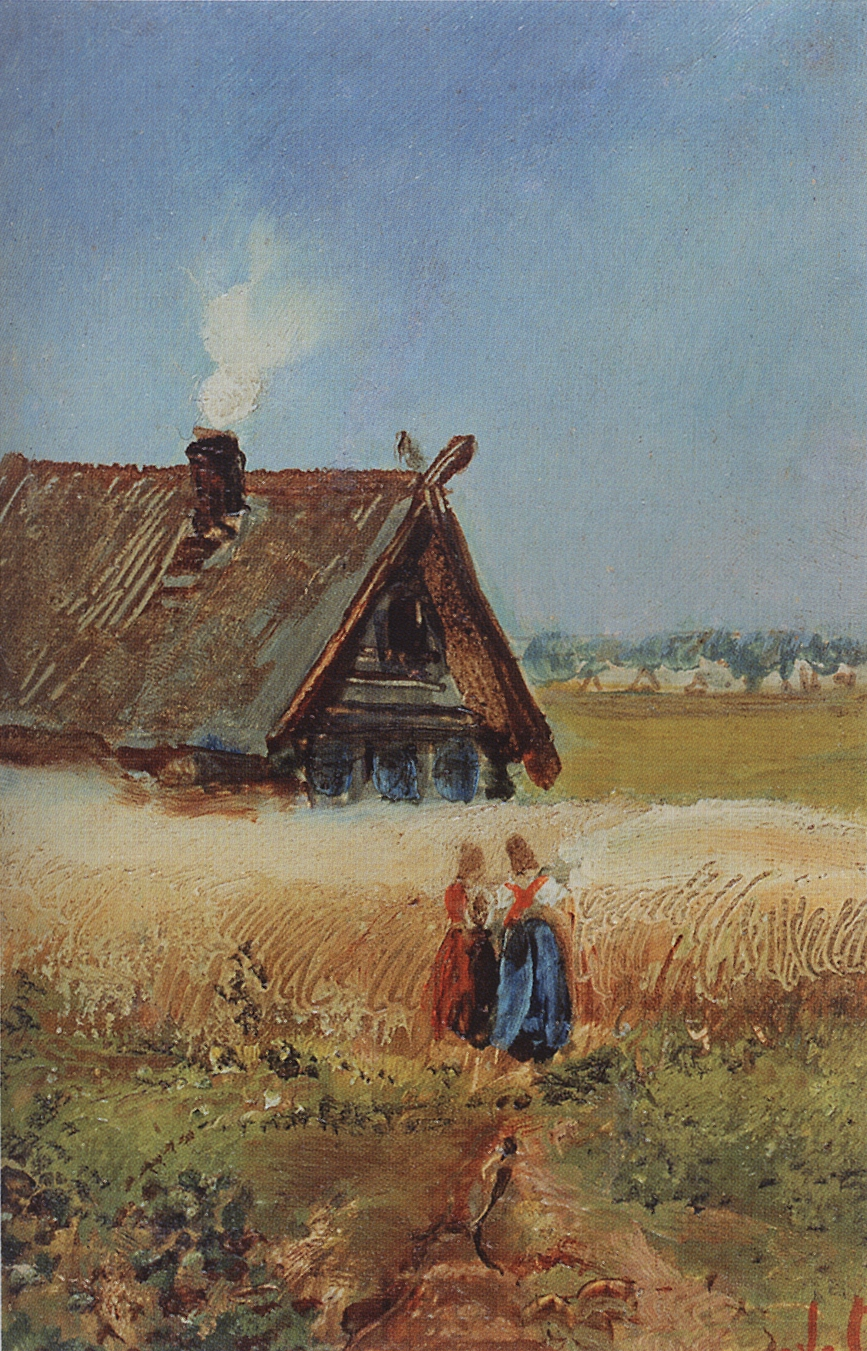
Саврасов А. К. Кутузовская изба в Филях. 1860-е.
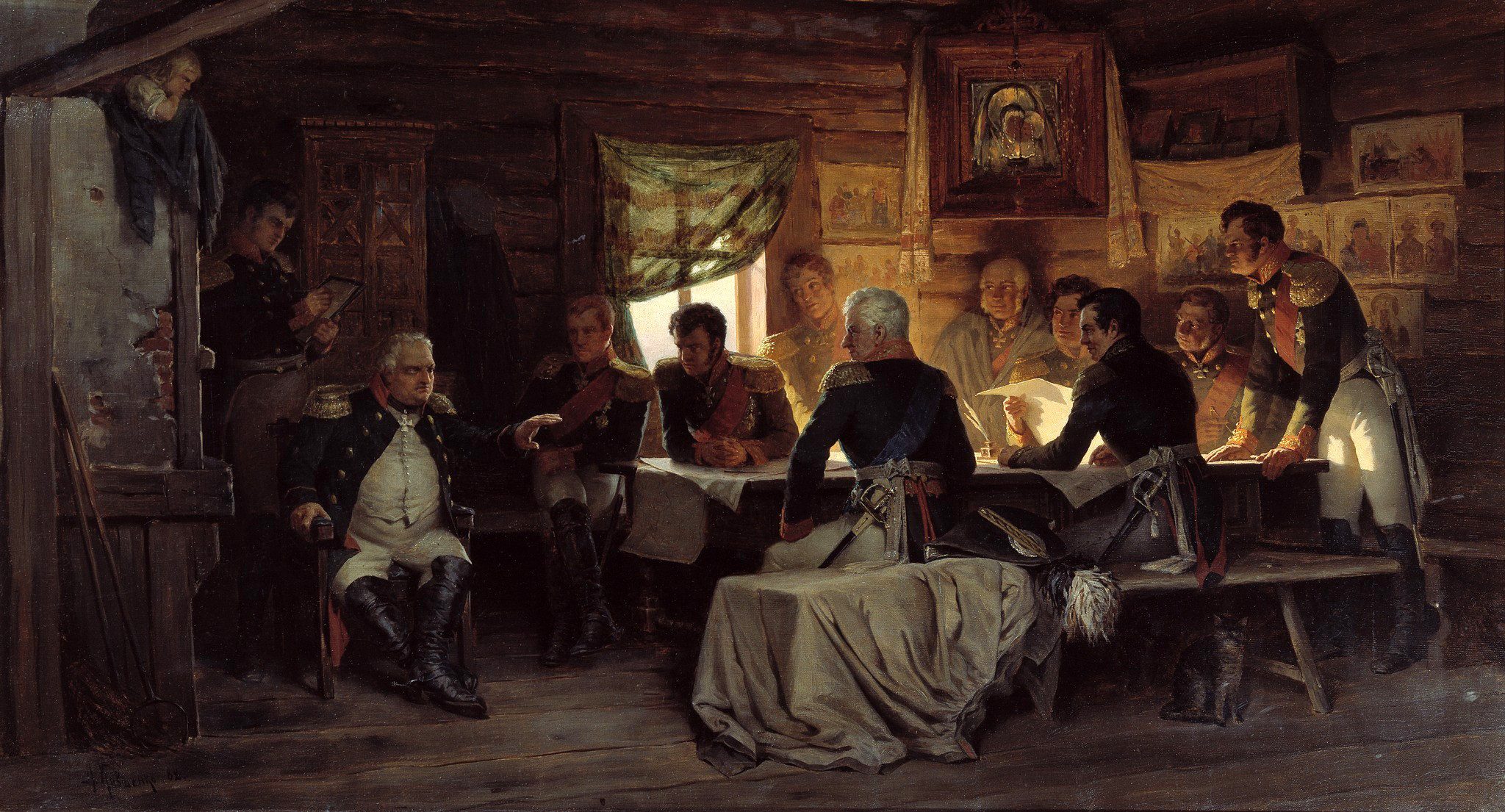
Кившенко А. Военный совет в Филях. 1880.
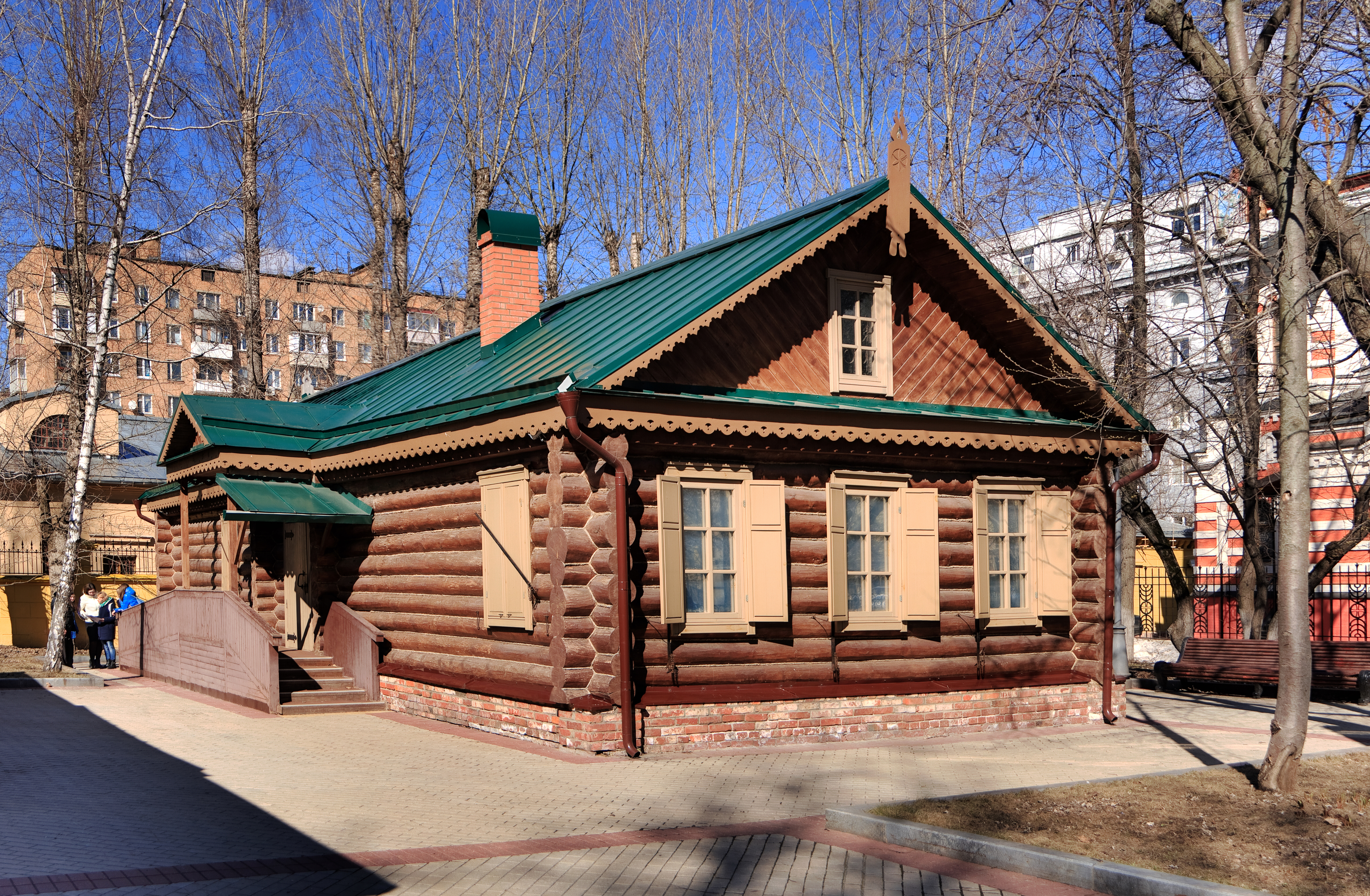
Мемориальный комплекс «Кутузовская изба». Фили, Дорогомилово, Западный округ, Москва.

### Жуковская изба
Также представляет собой музей-памятник отреставрированная изба в деревне Стрелковка в Жуковском районе Калужской области, в которой родился маршал СССР, четырежды Герой Советского Союза Георгий Константинович Жуков, являющаяся частью памятника-мемориала, посвящённого известному уроженцу, а также отделом Государственного музея Г. К. Жукова в городе Жуков Калужской области.

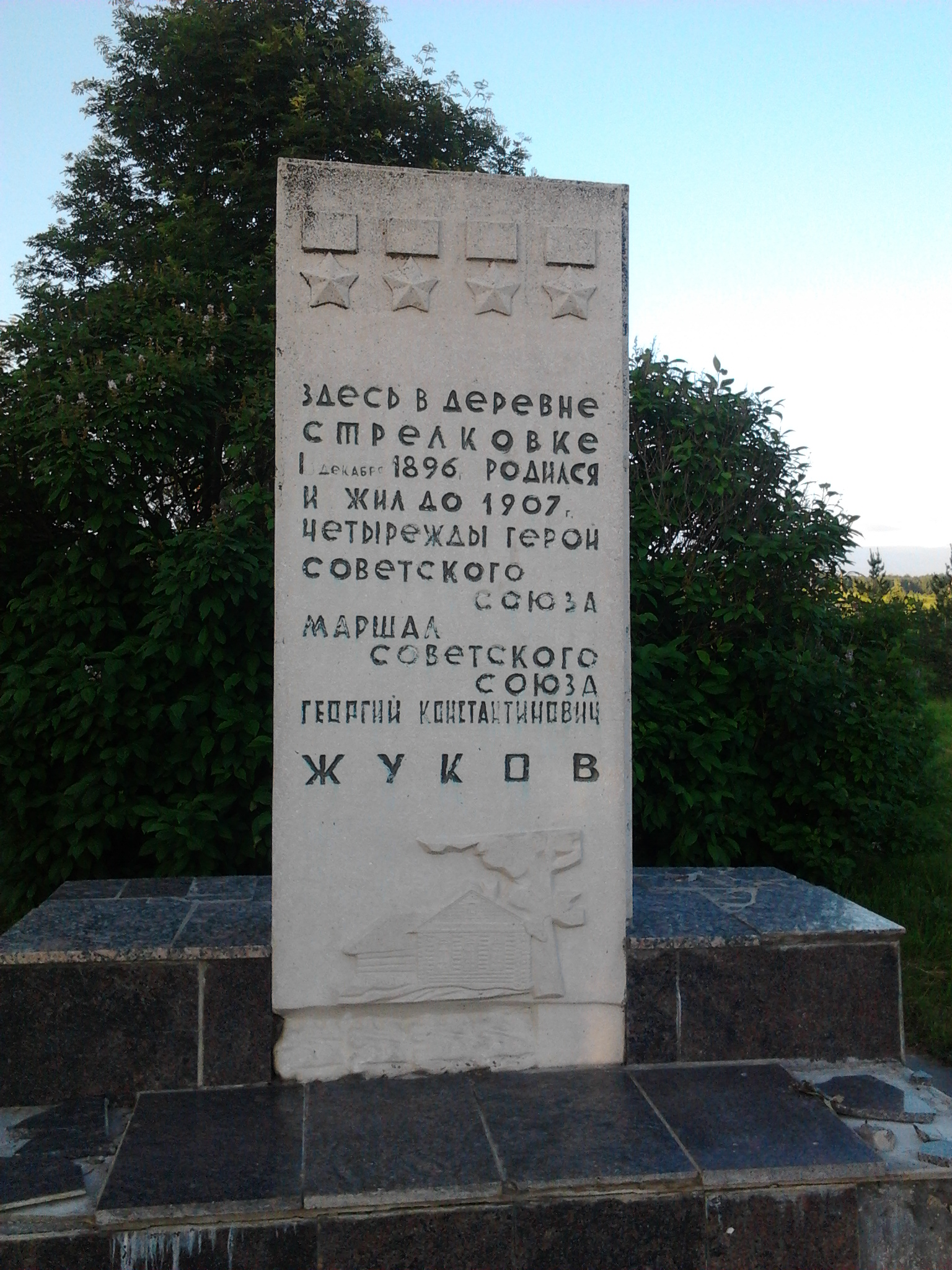
Мемориальная доска
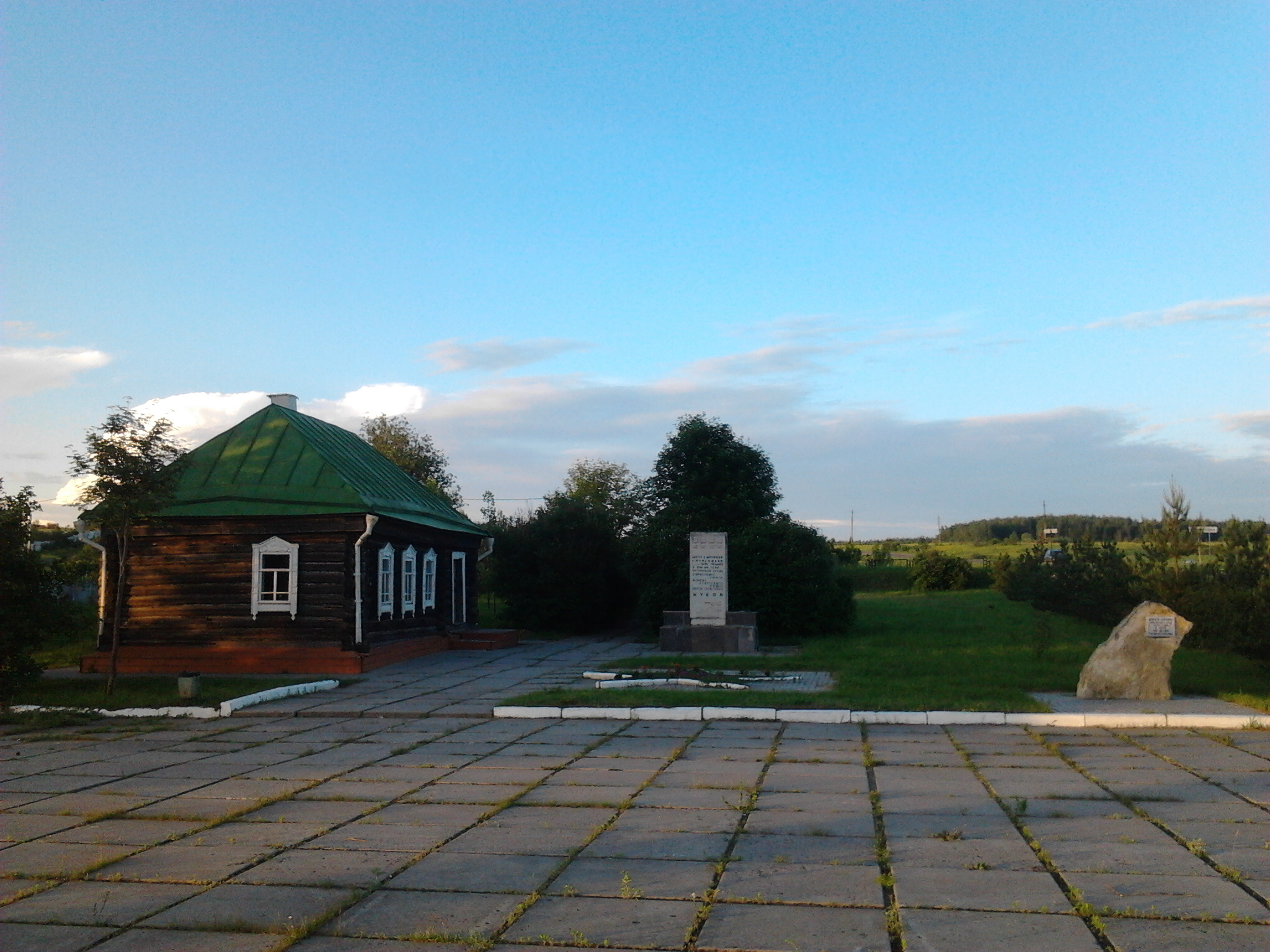
Дом Жукова
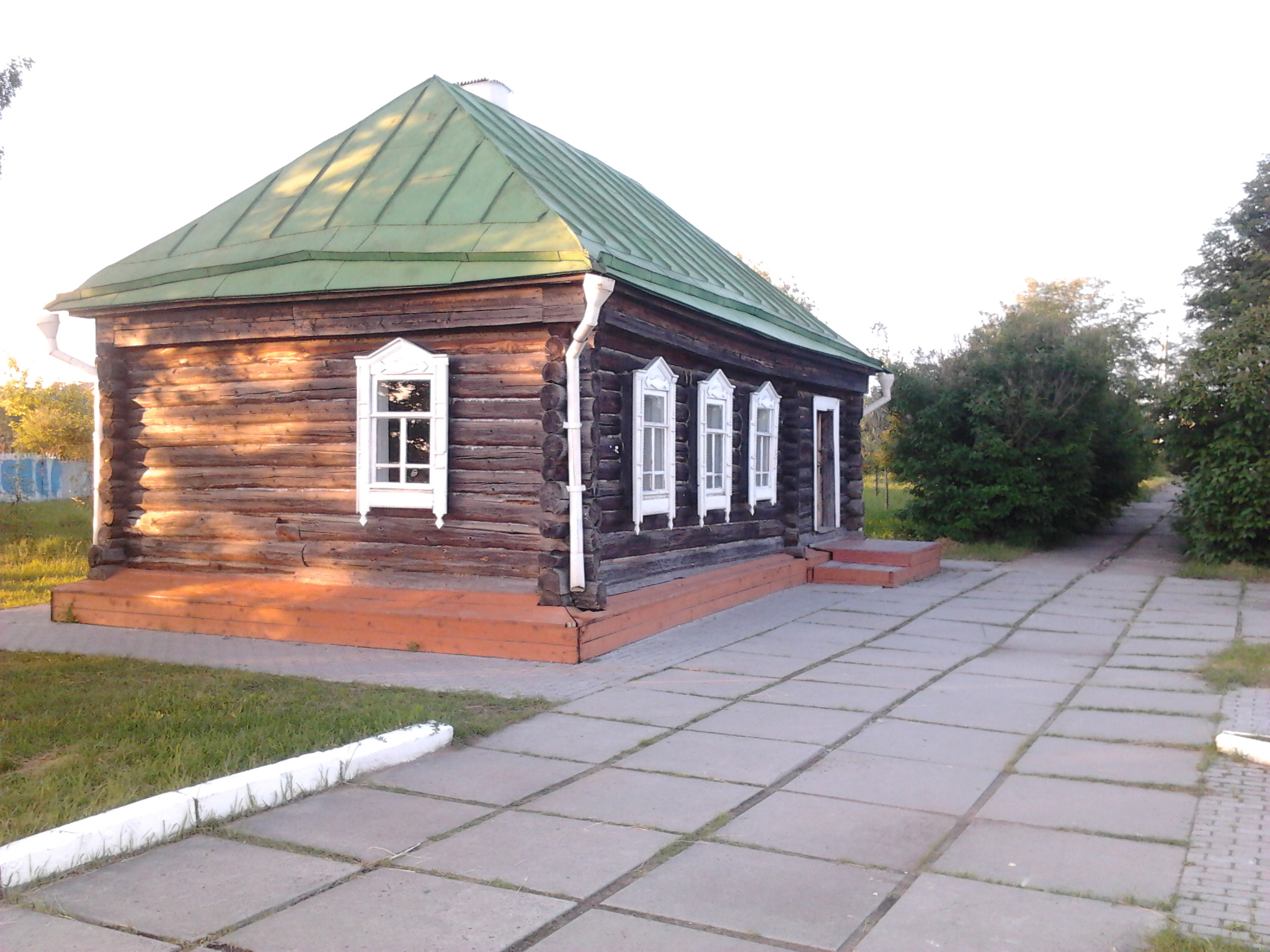
Дом Жукова

### Комментарии
1. ↑  Первоначально истьбой называлось не только основное отапливаемое жилое помещение дома, но также и баня[6]. Формы вида истопка являются поздними, а объяснение происхождения слова от истопить, топить лишь народная этимология. Наиболее распространены точки зрения, что древнерусское истьба происходит из германских (древневерхненемецкое stubа — тёплое помещение, баня) или из романских языков (старофранцузское étuve — баня)[7]
2. ↑  Территории севернее Москвы.